# Distrito de Lima
El distrito de Lima, es uno de los cuarenta y tres distritos que conforman la provincia de Lima, ubicada en el departamento homónimo, en el Perú. Limita al norte, con los distritos de San Martín de Porres, Rímac y San Juan de Lurigancho; al este, con los distritos de El Agustino y San Luis; al sur, con los distritos de La Victoria, Lince, Jesús María, Breña, Pueblo Libre y San Miguel; y al oeste, con los distritos de Bellavista, Callao y Carmen de La Legua-Reynoso, los tres pertenecientes a la provincia constitucional del Callao.
Su institución de gobierno es la Municipalidad Metropolitana de Lima que es también la sede de la capital provincial. Contiene la ubicación original de la antigua Ciudad de los Reyes en el centro histórico de Lima que se encuentra en su parte oriental. Es popularmente llamado "Cercado de Lima" o "Lima-Cercado"debido al nombre que le corresponde estrictamente al Damero de Pizarro, área histórica que estuvo rodeada por las murallas de Lima hasta el siglo XIX. De ese apelativo se originó la costumbre peruana de llamar cercado al distrito o barrio central de las ciudades en el Perú, aun cuando la gran mayoría de urbes fundadas en el país no han sido amuralladas.Así mismo esa costumbre fue adoptada por varias provincias bolivianas.

## Historia
En la era precolombina, el territorio de lo que hoy es la ciudad de Lima, estaba habitado por diversos grupos amerindios. Antes de la llegada del Imperio inca a la región, los valles de los ríos Rímac y Lurín estaban agrupados bajo el señorío de Ychsma. Su presencia ha quedado atestiguada en unas 40 pirámides de adobes, asociadas al sistema de irrigación de los valles.
En el siglo XVI fue erigida como Ciudad de los Reyes por el español Francisco Pizarro, el 18 de enero de 1535, en el asentamiento de la zona conocida como Limaq, en relación con el oráculo de la nombrada como Huaca de Santa Ana, tiempo después. Posteriormente, el topónimo 'Lima' arrincona el uso del nombre español de la urbe. En los primeros mapas del Perú, se pueden ver conjuntamente el nombre de Lima con el de Ciudad de los Reyes.
Durante las décadas de los 50 y 60 del siglo XX, el centro histórico de Lima entró en una etapa de modernización con la construcción de numerosos edificios de departamentos y de oficinas. Sin embargo, a partir de la década de los 70, el área atravesó por un proceso de deterioro. Durante la década de los 80, el proceso se agravó, sufriendo en la zona un aumento de la circulación vehicular. Por su originalidad y la concentración de 608 monumentos históricos construidos en la época de la presencia hispánica, especialmente dentro del espacio llamado el Damero de Pizarro.
A fines de la década de los 90, durante la gestión de Alberto Andrade, se promulgó el reglamento del centro histórico de Lima, mediante la dación de la Ordenanza 062-MML (1994). En esta gestión edilicia, el centro histórico de Lima experimentó una cierta recuperación, con la expulsión de los comerciantes ambulantes, la reducción del crimen y la recuperación de monumentos históricos.

## Geografía y límites distritales

### Geografía
El distrito de Lima está ubicado al noroeste de la provincia de Lima, y es el distrito que divide y designa las subregiones de Lima Metropolitana; por lo tanto, forma parte de la subregión Lima Centro. Cuenta con una superficie de 21.98 km² y su altitud media es de 2.87 m s.n.m.

### Límites
Limita al norte, con los distritos de San Martín de Porres y Rímac, a través del río Rímac. Después, colinda al noreste, con el distrito de San Juan de Lurigancho, también mediante el río Rímac. 
Luego, limita al este, con el distrito de El Agustino, por medio del pasaje Santa Lucía, la vía de Evitamiento, la avenida Plácido Jiménez, el Cementerio El Ángel, el jirón Áncash y la avenida José de Rivera y Dávalos. Seguidamente, el límite atraviesa el jirón Junín, la calle Miguel Grau, y las avenidas Nicolás Ayllón y Garcilaso de la Vega.
Posteriormente, limita al sureste, con el distrito de San Luis, por medio de las calles Ollanta y El Timón. También, colinda al sureste, con el distrito de La Victoria, a través de las avenidas Nicolás Ayllón y 28 de Julio.
Después, limita al sur, también con el distrito de La Victoria, mediante el jirón Huánuco, y las avenidas Miguel Grau y paseo de la República. Luego, colinda con el distrito de Lince, por medio del jirón Manuel Ascencio Segura. Posteriormente, el límite continúa con el distrito de Jesús María, a través de las avenidas General Juan Álvarez de Arenales, República de Chile y 28 de Julio. Después, colinda con el distrito de Breña, mediante las avenidas Brasil y Alfonso Ugarte, el jirón Zorritos y la avenida Tingo María.
Seguidamente, limita al suroeste, con el distrito de Pueblo Libre, a través de la avenida Mariano Cornejo. Después, el límite continúa con el distrito de San Miguel, por medio de las avenidas Universitaria y Venezuela. 
Enseguida, colinda al oeste, con el distrito de Bellavista, mediante una calle que delimita la Universidad Nacional Mayor de San Marcos. Luego, el límite continúa con el distrito del Callao, por medio de las avenidas Óscar R. Benavides, Universitaria y Argentina. 

Y finalmente, colinda al noroeste, con el distrito de Carmen de La Legua-Reynoso, mediante las calles Bahía y Maquinarías, las avenidas Juan Velasco Alvarado y Enrique Meiggs, y la calle Túpac Amaru.
| Noroeste: Carmen de La Legua-Reynoso - Callao / San Martín de Porres | Norte: San Martín de Porres / Rímac            | Nordeste: San Juan de Lurigancho |
| Oeste: Distrito de Callao - Callao / Bellavista - Callao             |                                                | Este: El Agustino                |
| Suroeste: San Miguel / Pueblo Libre                                  | Sur: Breña / Jesús María / Lince / La Victoria | Sureste: La Victoria / San Luis  |

## División Administrativa
El cuadro muestra el centro poblado que pertenece al distrito de Lima.
| Centro Poblado | Tipo de Centro Poblado |
| -------------- | ---------------------- |
| Lima           | Urbano                 |

## Patrimonio de la Humanidad
Durante las décadas de los 50 y 60 del siglo XX, el centro histórico de Lima entró en una etapa de modernización con la construcción de numerosos edificios de departamentos y de oficinas. Sin embargo, a partir de la década de los 70, el área atravesó por un proceso de deterioro. Durante la década de los 80, el proceso se agravó, sufriendo la zona el aumento de la circulación vehicular.
En 1988, la Unesco declaró el Convento de San Francisco. Posteriormente, en 1991, lo hizo extensivo al centro histórico de Lima como Patrimonio de la Humanidad.

## Distribución urbana
Posee zonas muy diferenciadas entre sí, tales como los tradicionales Barrios Altos, el turístico centro histórico, la Zona Industrial de Lima y las urbanizaciones residenciales de Santa Beatriz, Palomino, Elio, Roma, Las Brisas, Pando III Etapa, Los Cipreses, Mirones, Santa Emma, Chacra Ríos, Unidad Vecinal #3. Asimismo, cuenta con algunas huacas (sitios arqueológicos generalmente piramidales).

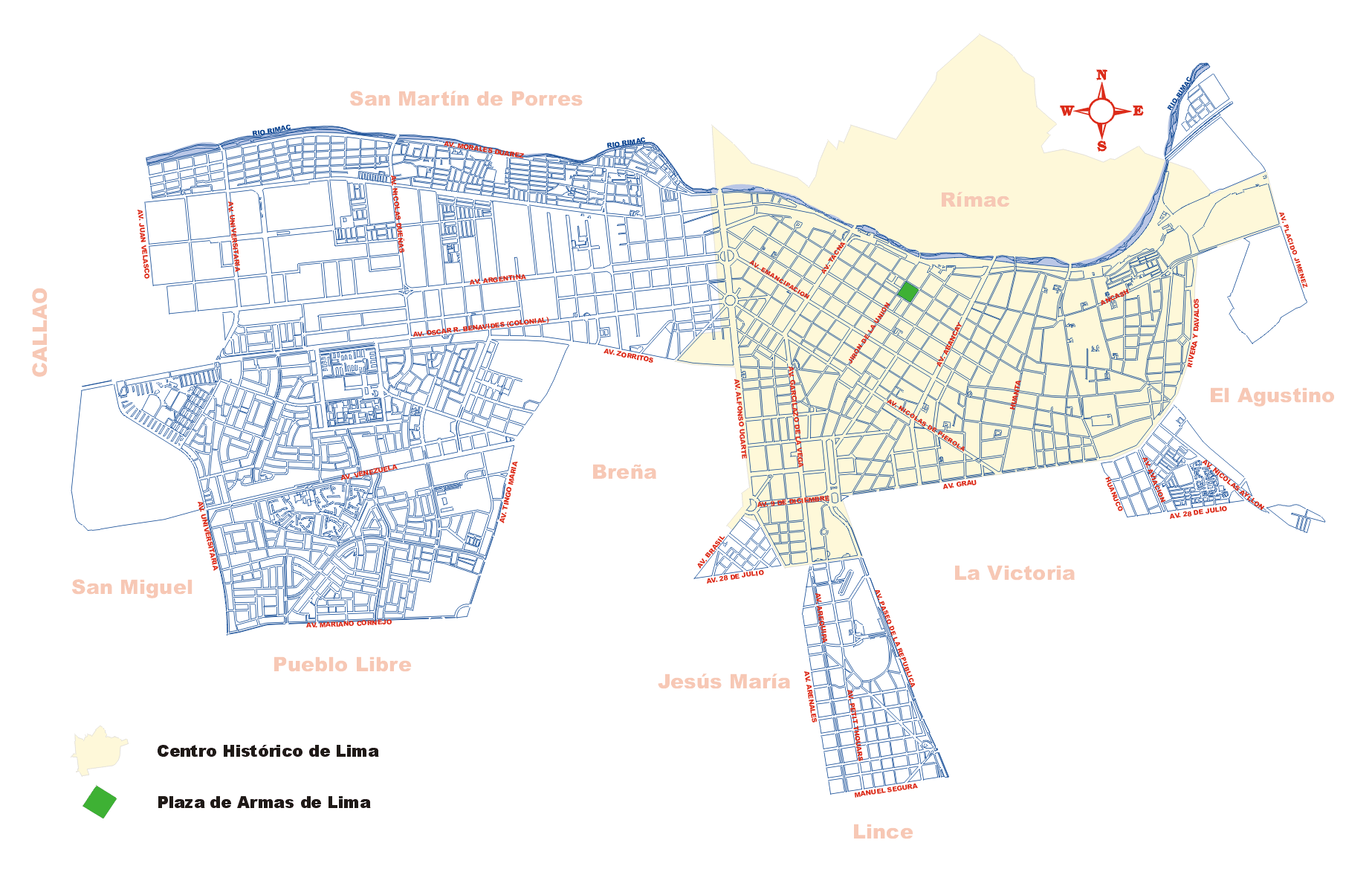
Mapa del distrito de Lima.

## Autoridades
El alcalde de la provincia de Lima, es también, el alcalde de este distrito.
- 2023 - 2026:
  -     - Alcalde:
    - Rafael Bernardo López-Aliaga Cazorla, de Renovación Popular.
    - Regidores:
    - Renovación Popular:
    - Renzo Andrés Reggiardo Barreto
    - Fabiola Morales Castillo
    - Julio César Gagó Pérez
    - Roxana María Rocha Gallegos
    - José Manuel Tisoc Lindley
    - María Del Rosario Payet Bedoya
    - Guillermo Humberto Valdivieso Méndez
    - María José Marcet Yarrow
    - Efraín Aguilar Pardave
    - Deborah Carmen Inga Zapata
    - Isaac Estephano Escobedo Ríos
    - Ahura Hires Rocha Salazar De Trujillo
    - Giuliana Calambrogio Correa De Balmaceda
    - Miguel Miguel Ciccia Ciccia
    - Mirta Aide Mondragon Guevara
    - Leo Miguel De Paz Lancho
    - Jeanette Evangelina Alonzo Contreras
    - Luis Sigfredo Milla Soto
    - Celmira Zaldaña Sevallos
    - Juver Elías Valentín Zúñiga
    - Podemos Perú:
    - José Luna Morales
    - Laidy Diana Peceros Espinoza
    - Yeremi Aron Espinoza Velarde
    - Meuner Rosa Rojas Palacios
    - Luis Alberto Gallardo Gálvez
    - Mery Nataly Gonzales Enríquez
    - Reynaldo Mozo Aldunate
    - Somos Perú:
    - Guillermo Elvis Pómez Cano
    - Danna Amy Villegas Coral
    - Carlos Gustavo Eduardo Ballon Lavagna
    - Fabiola Nicole Pacheco Cori
    - Alan Fernando Carrasco Bobadilla
    - Frente De La Esperanza:
    - Luzi Margarita Toro De Jiménez
    - César Augusto Ortiz Anderson
    - Rosa Menéndez Mueras
    - Alianza Para El Progreso:
    - Juan Carlos Adriazola Casas
    - Ivone Ruth Tapia Vivas
    - Juntos Por El Perú:
    - Justibel Romero

## Instituciones

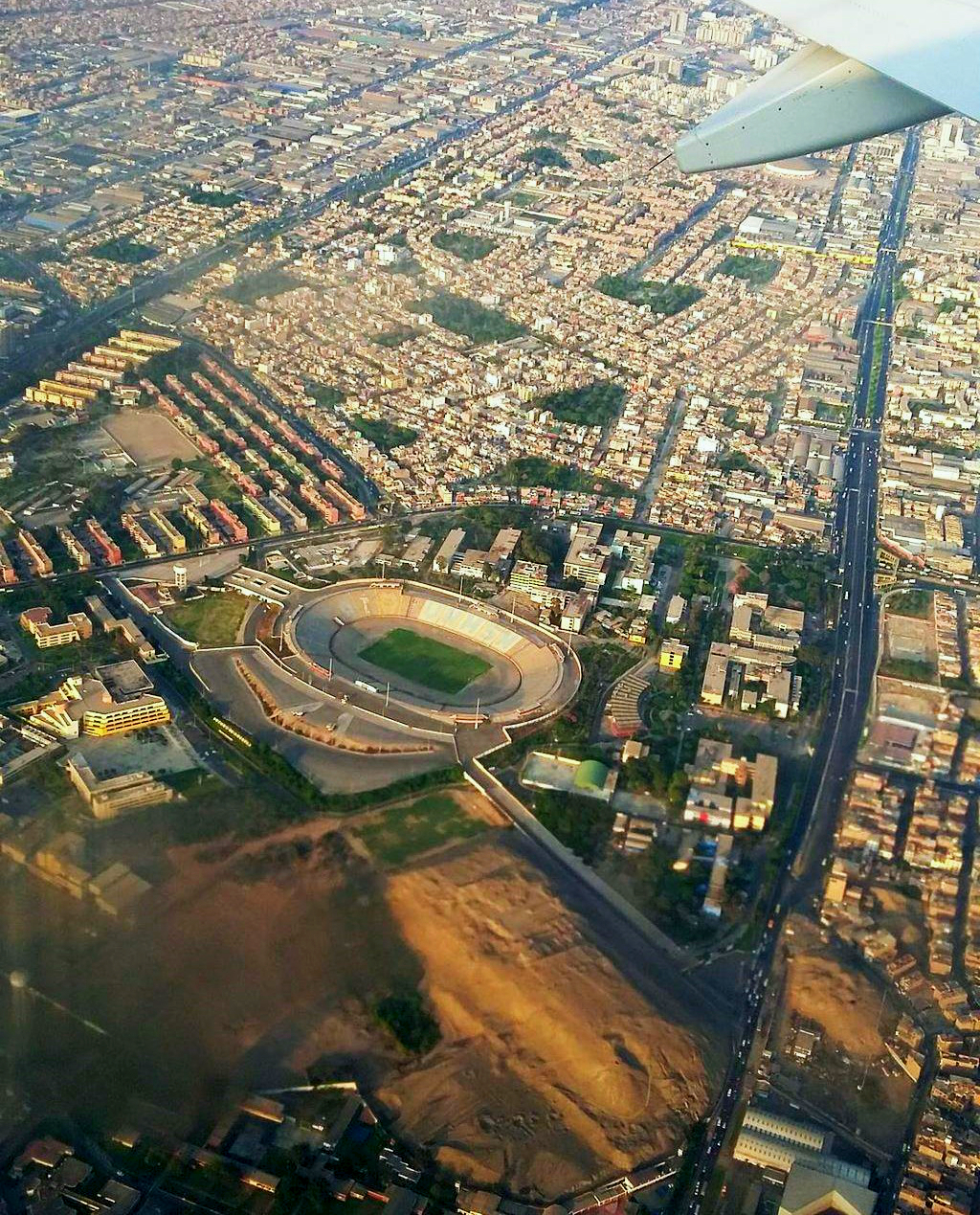
Vista aérea del campus principal de la Universidad de San Marcos y la zona oeste del distrito de Lima.

Las más importantes instituciones públicas del Perú tienen su sede principal en el distrito de Lima, como el Palacio de Gobierno (centro del Poder Ejecutivo), el Palacio del Congreso de la República (centro del Poder Legislativo), y el Palacio de Justicia (centro del Poder Judicial). Además de la concentración física de la representación de los Poderes del Estado, concentra también, las más importantes instituciones públicas de la ciudad capital (del distrito de Lima y de la provincia de Lima): administrada y físicamente representada desde el Palacio Municipal de la Municipalidad de Lima (centro del gobierno municipal de esta urbe). Entre las instituciones religiosas se encuentra el Arzobispado de Lima, ubicado en el Palacio Arzobispal contiguo a la Basílica Catedral.
Adicionalmente, cuenta con una infinidad de Museos, tanto públicos como privados, entre los que destacan el Museo de Arte de Lima y el Museo de Arte Italiano. 
Asimismo, se encuentran gran cantidad de centros educativos superiores, entre ellos la Universidad Nacional Mayor de San Marcos, la universidad más antigua de América fundada en 1551, y sus principales campus: su Ciudad Universitaria, la histórica casona del parque Universitario (actual centro cultural de la universidad), el Colegio Real, y el Campus de su Facultad de Medicina de San Fernando. Asimismo, en el distrito se ubica la Universidad Nacional Federico Villarreal. 
En cuanto a instituciones de educación primaria y secundaria pública, se encuentran colegios nacionales como el Guadalupe y Mercedes Cabello, como también colegios privados, como el San Andrés y el María Alvarado. 
Son numerosas las obras de arquitectura que engalanan el distrito desde sus orígenes, enriqueciéndose gradualmente con obras modernas. En la urbanización Santa Beatriz, se ubica el Estadio Nacional (inaugurado el 27 de octubre de 1952), perteneciente al Instituto Peruano del Deporte (IPD). Además, el distrito cuenta con un Centro Cívico llamado Centro Cívico de Lima, de más de 100 metros de altura (uno de los edificios más altos de la capital del Perú).

### Clubes destacados

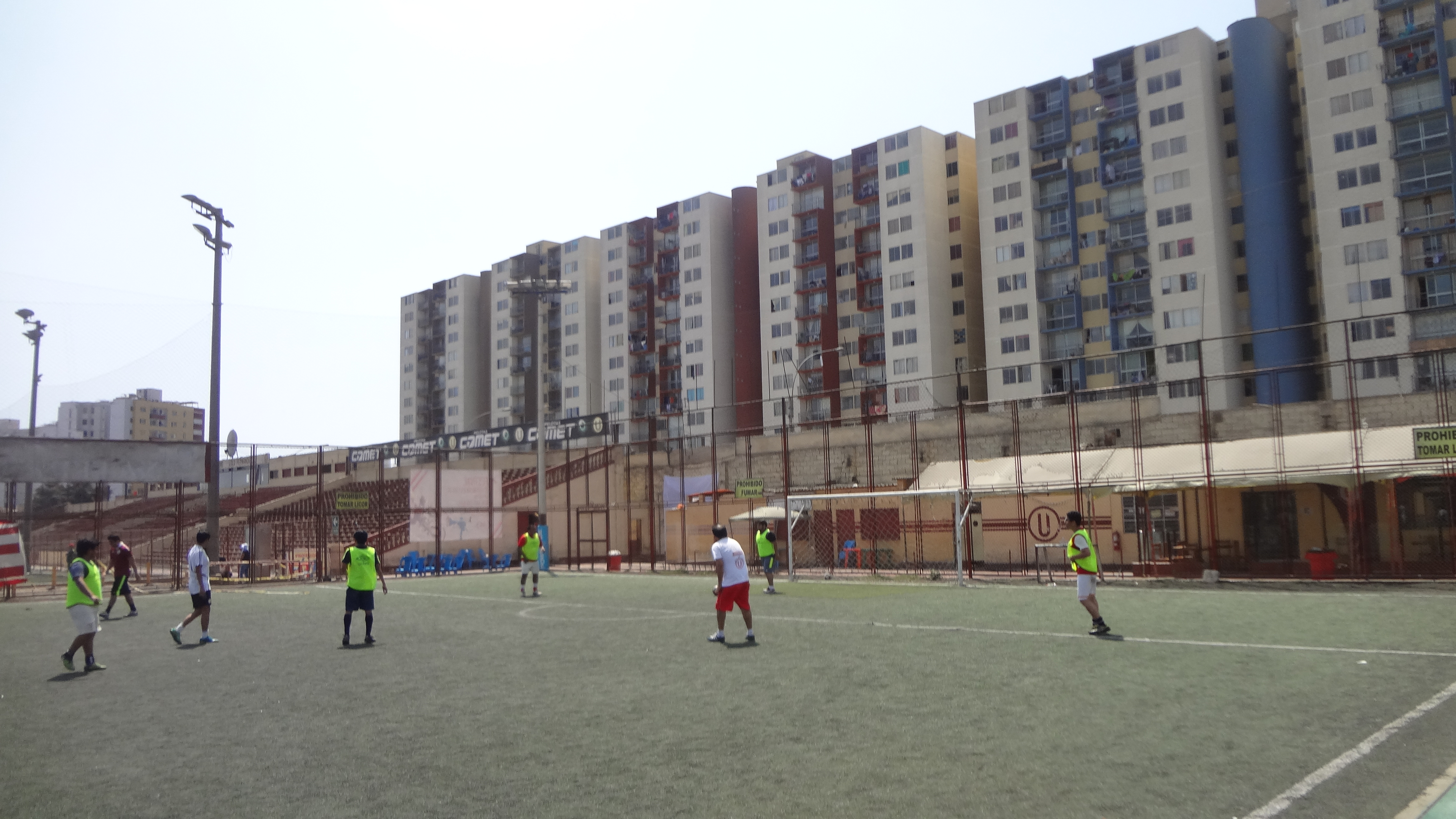
Estadio Lolo Fernández - "U"

Importantes clubes sociales peruanos tienen una sede en el distrito de Lima. 
En este distrito capital del Perú se ubica el Estadio Lolo Fernández - "U" (inaugurado el 20 de julio de 1952), propiedad y antigua sede principal del Club Universitario de Deportes, en la antigua "zona industrial" (colindante con el barrio de "Chacra Colorada" en el distrito de Breña). Este tradicional Estadio de la "U" llegó a tener un aforo para 12 500 espectadores. Actualmente su capacidad es para 4 mil espectadores y es el más antiguo entre aquellos que son propiedad de un club peruano. 
En el centro histórico de Lima se halla la sede principal del Club de la Unión y del elitista Club Nacional. Asimismo, el distrito cuenta con la sede institucional de la Benemérita Sociedad Fundadores de la Independencia.

## Desarrollo urbano
En los últimos años, se han realizado obras de intervención urbana para el mejoramiento y relanzamiento del distrito, pretendiendo convertir la antigua zona industrial de Lima en un área de uso residencial de densidad media, apoyadas en el proyecto "Mi Vivienda" que promueve el Ministerio de Vivienda.

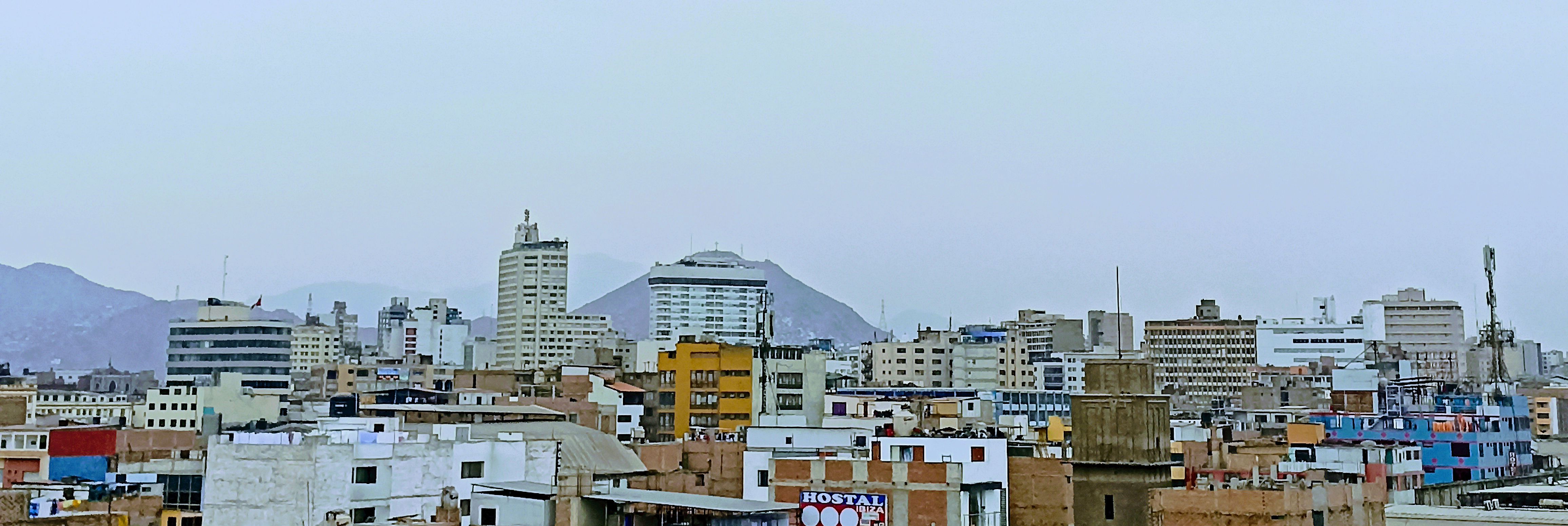
Zona moderna en la avenida Inca Garcilaso de la Vega, en el centro histórico de Lima.

En esta tarea, la Municipalidad de Lima ha colaborado erradicando de las primeras cuadras de la avenida Argentina, el mercadillo informal "Las Malvinas", donde se comercializaban en medio del desorden y el caos productos de dudosa procedencia. En este lugar se ha colocado la nueva alameda Las Malvinas.
La inversión comercial llegó a Lima con la apertura de Sodimac (1), Oechsle (2), Ripley (1), Metro (2), Plaza Vea (3), Tottus (2), Maestro (2), Falabella (4) etc.

## Transporte

### Estaciones delMetro de Lima y Callao

#### Línea 1
- 28 de Julio
- Miguel Grau
- Presbítero Maestro

#### Futura línea 2
- Estación Central
- Tingo María
- La Alborada
- Elio
- San Marcos
- 28 de Julio
- Nicolás Ayllón

### Estaciones delMetropolitano
Ruta A
(por la avenida Emancipación y jirón Lampa)
- Ramón Castilla
- Tacna
- Jirón de la Unión
- Colmena

Ruta B
(por las avenidas Alfonso Ugarte y España)
- 2 de Mayo
- Quilca
- España

(pasando por la avenida Paseo de la República)
- Estación Central

(compartido con el distrito de La Victoria)
- Estadio Nacional
- México

## Galería

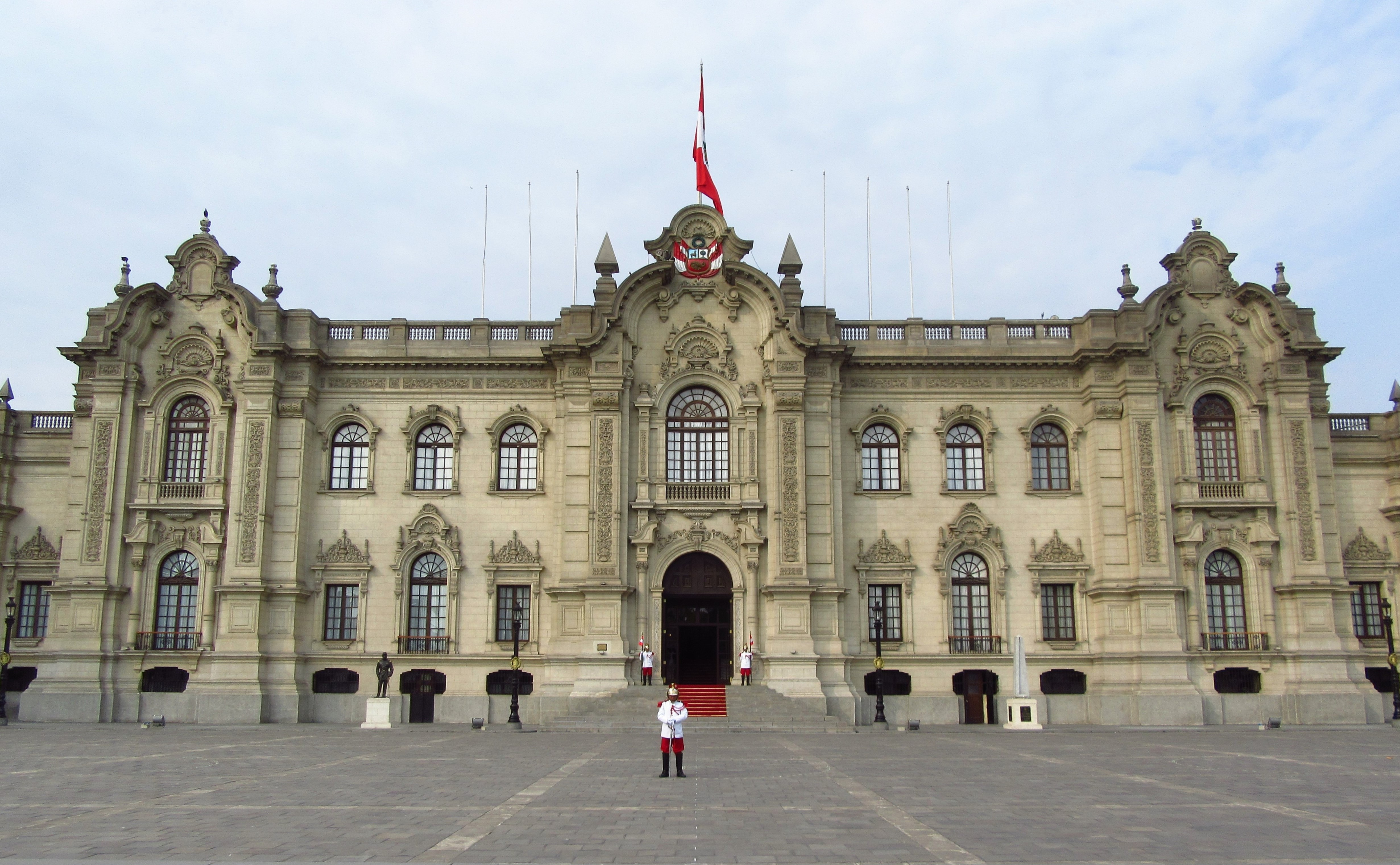
Palacio de Gobierno
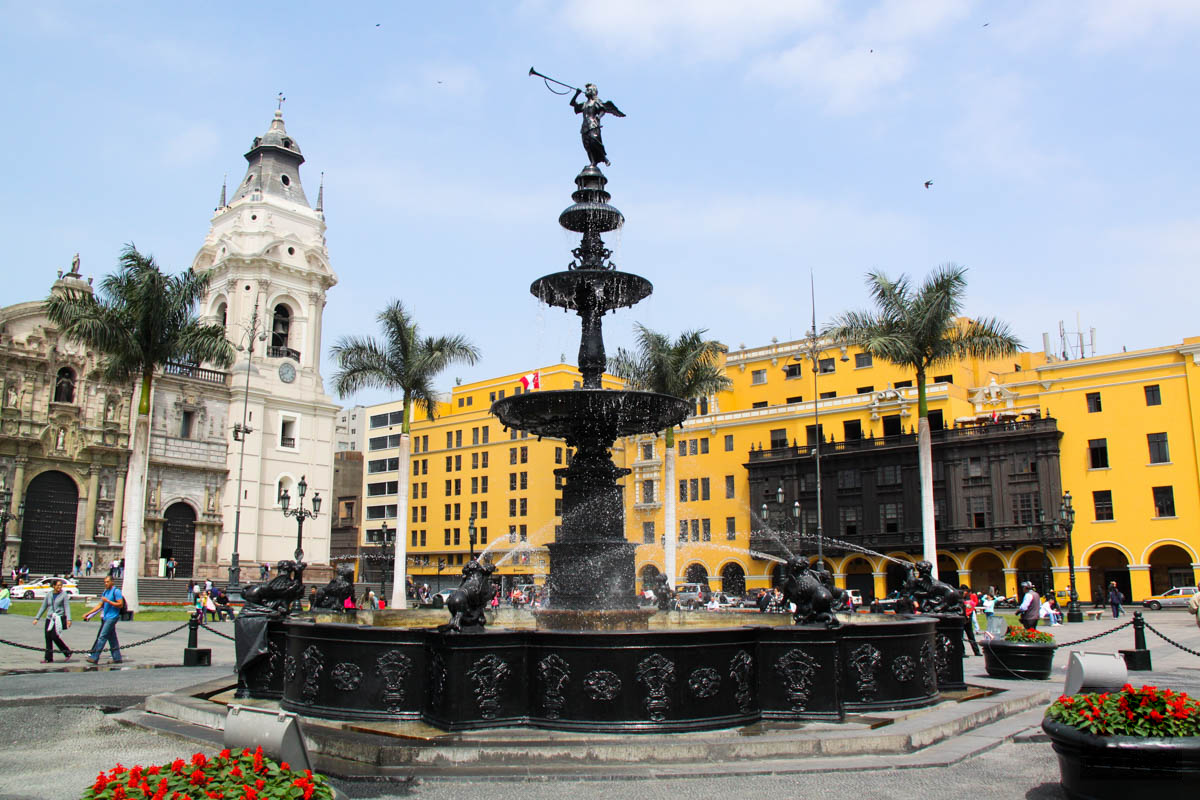
Pileta de la Plaza Mayor de Lima.
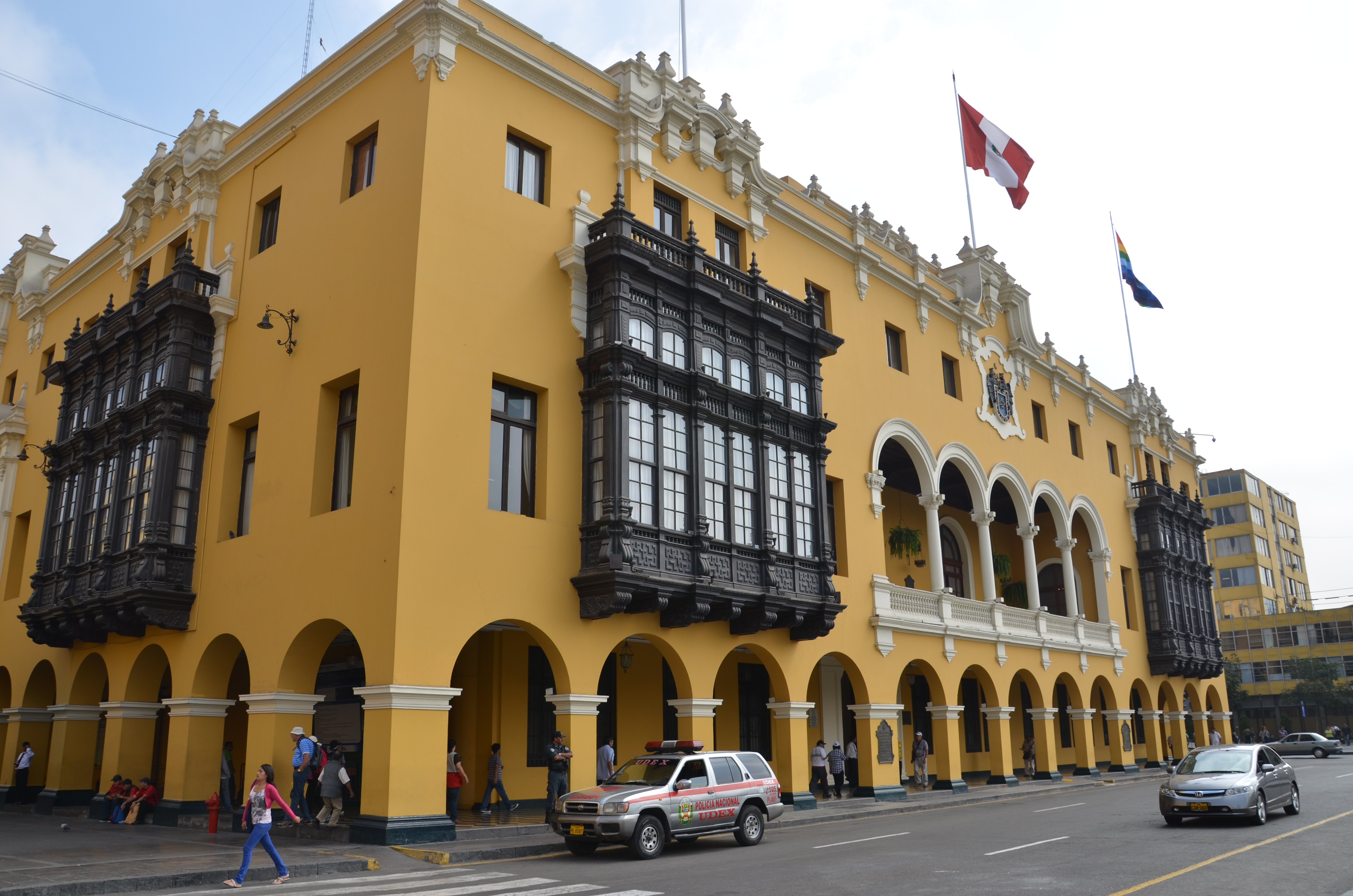
Palacio Municipal de Lima
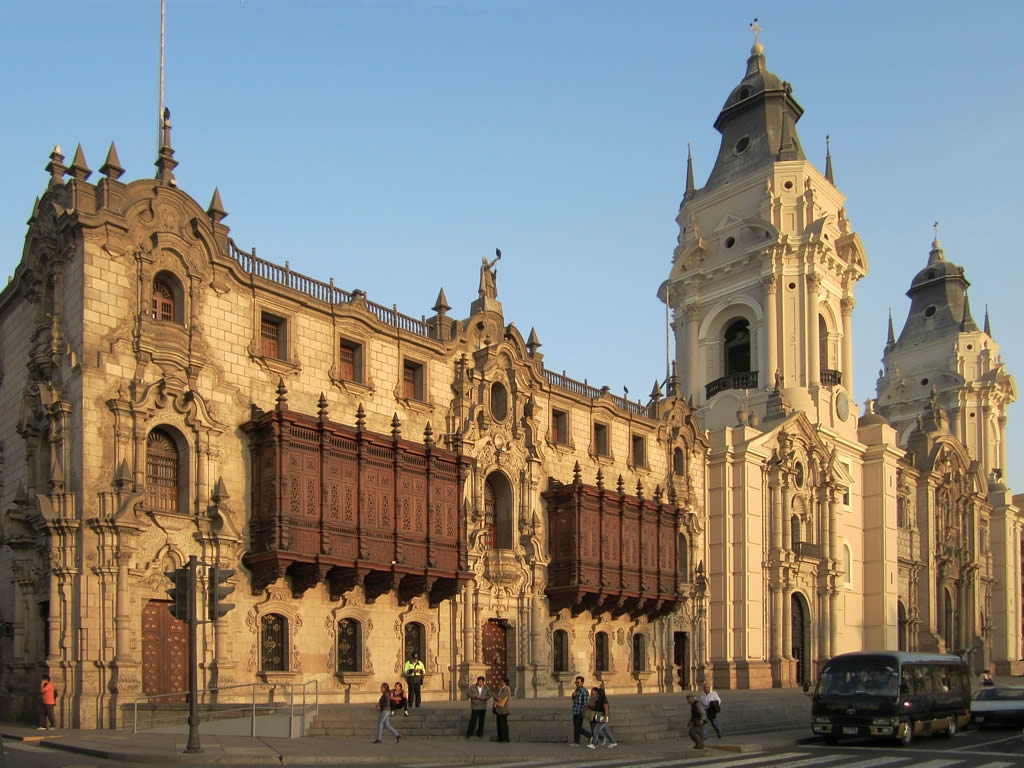
Palacio Arzobispal
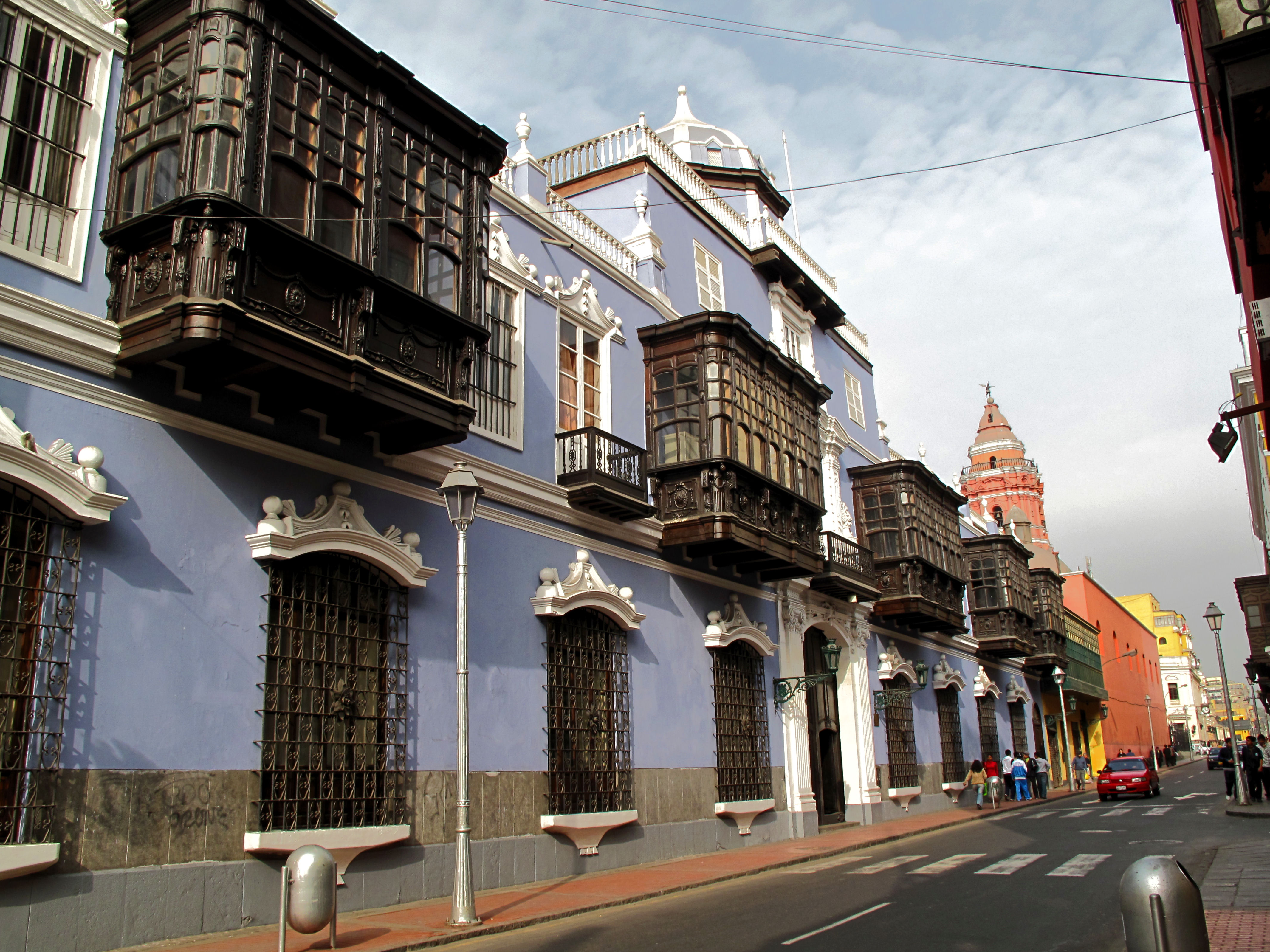
Jirón Conde de Superunda.
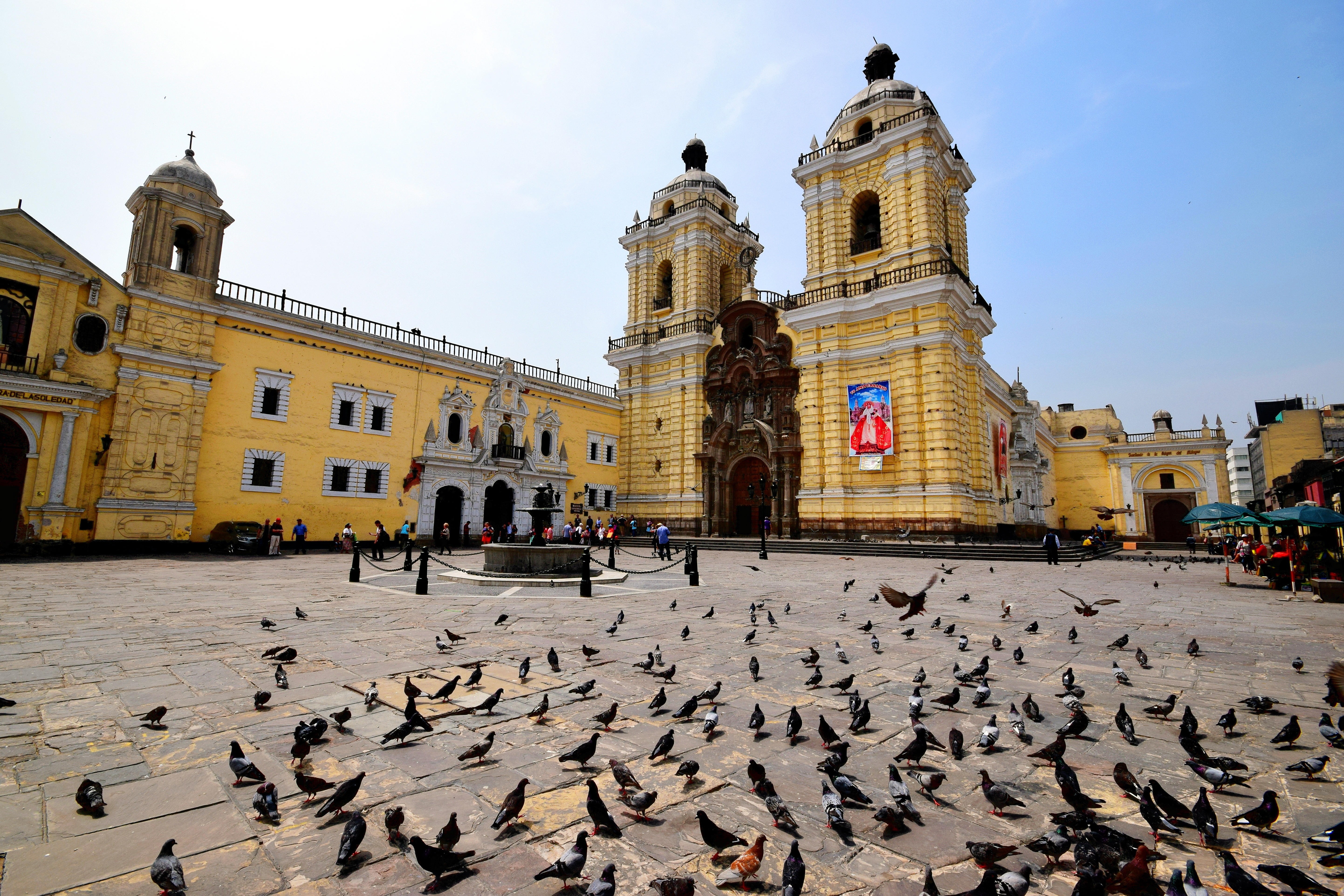
Basílica y Convento de San Francisco
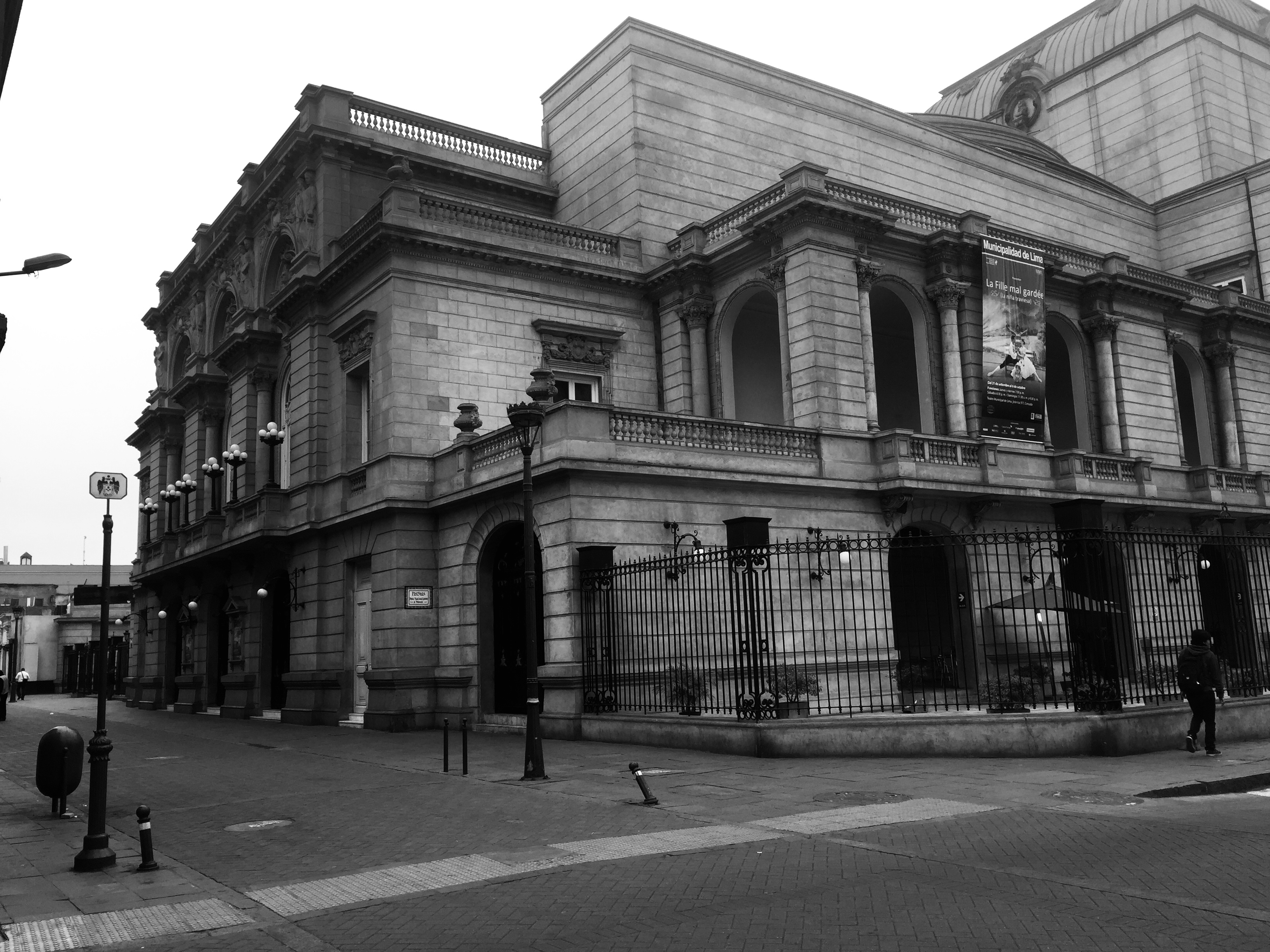
Teatro Municipal
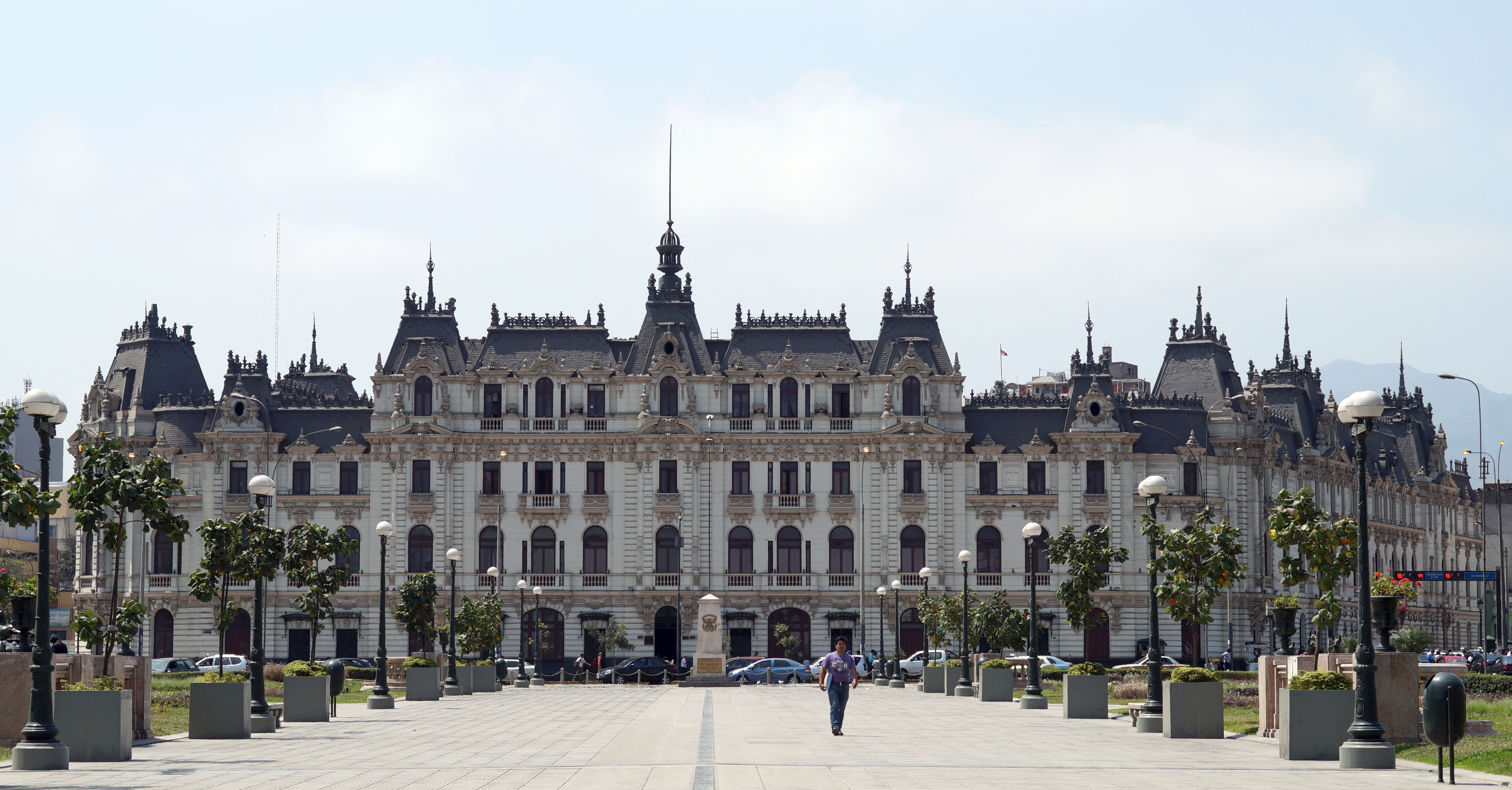
Edificio Rímac
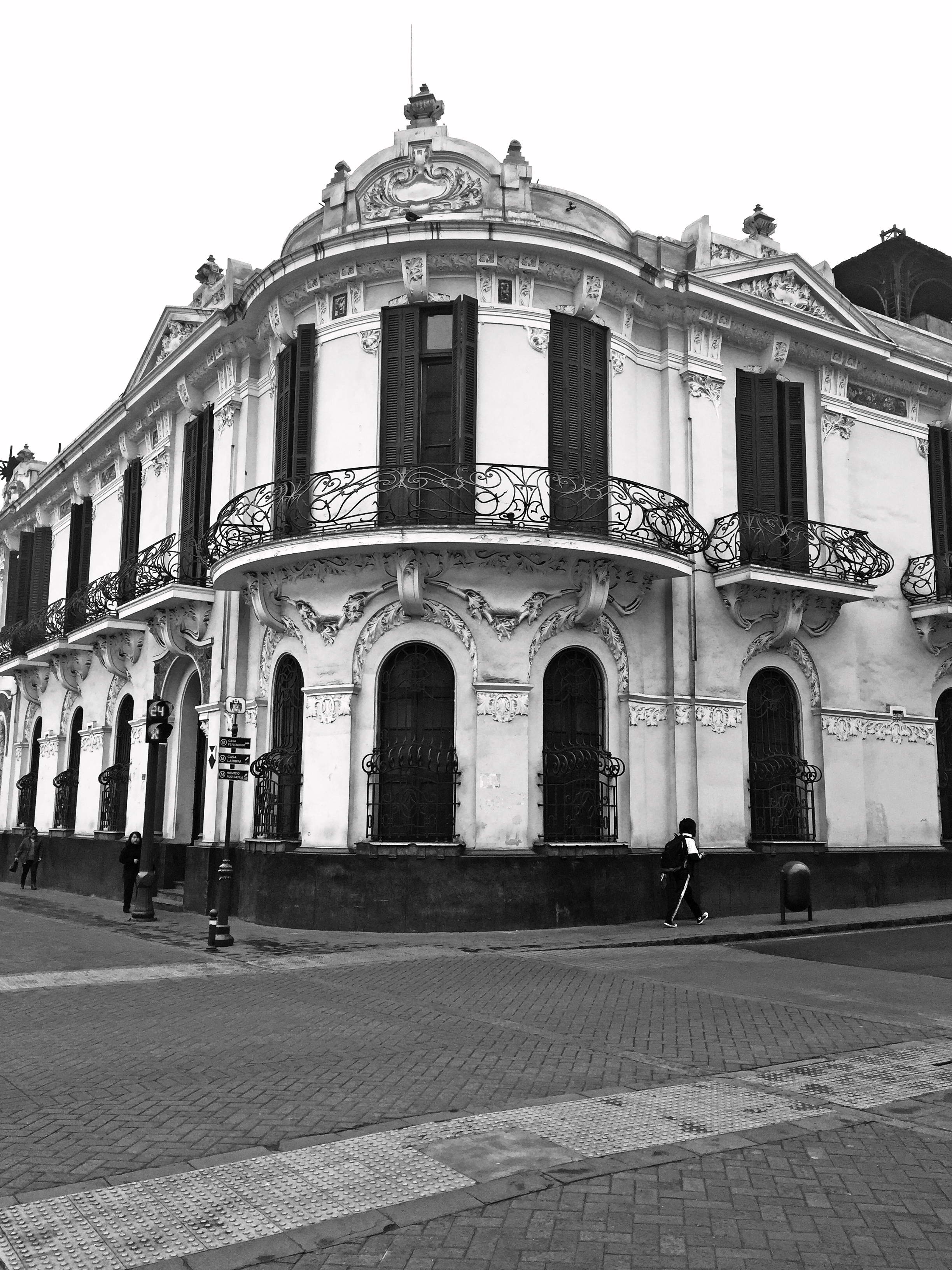
Casa Fernandini
Santuario y Monasterio de Las Nazarenas
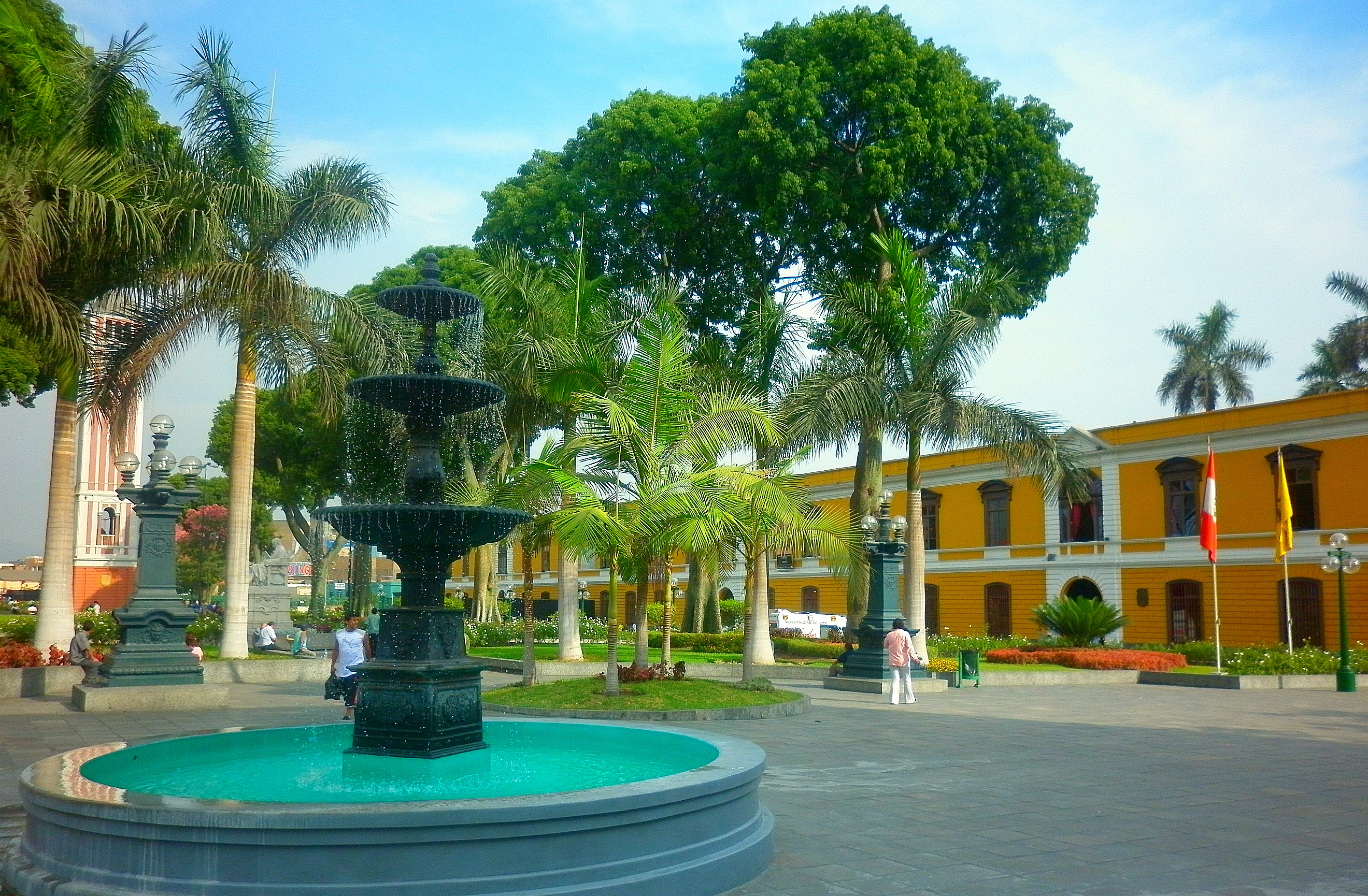
Casona de la Universidad de San Marcos en el Parque Universitario
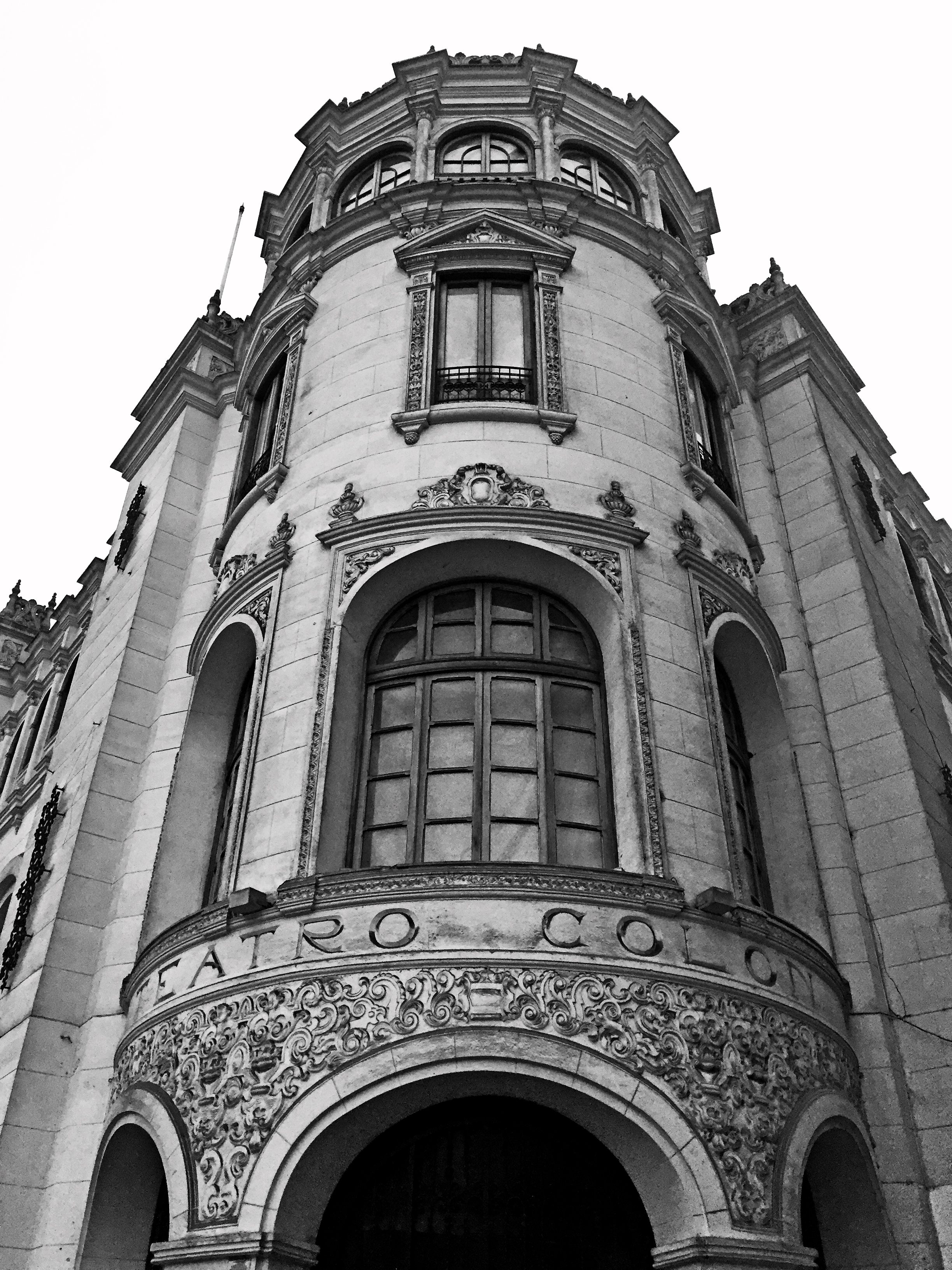
Ex-Teatro Colón
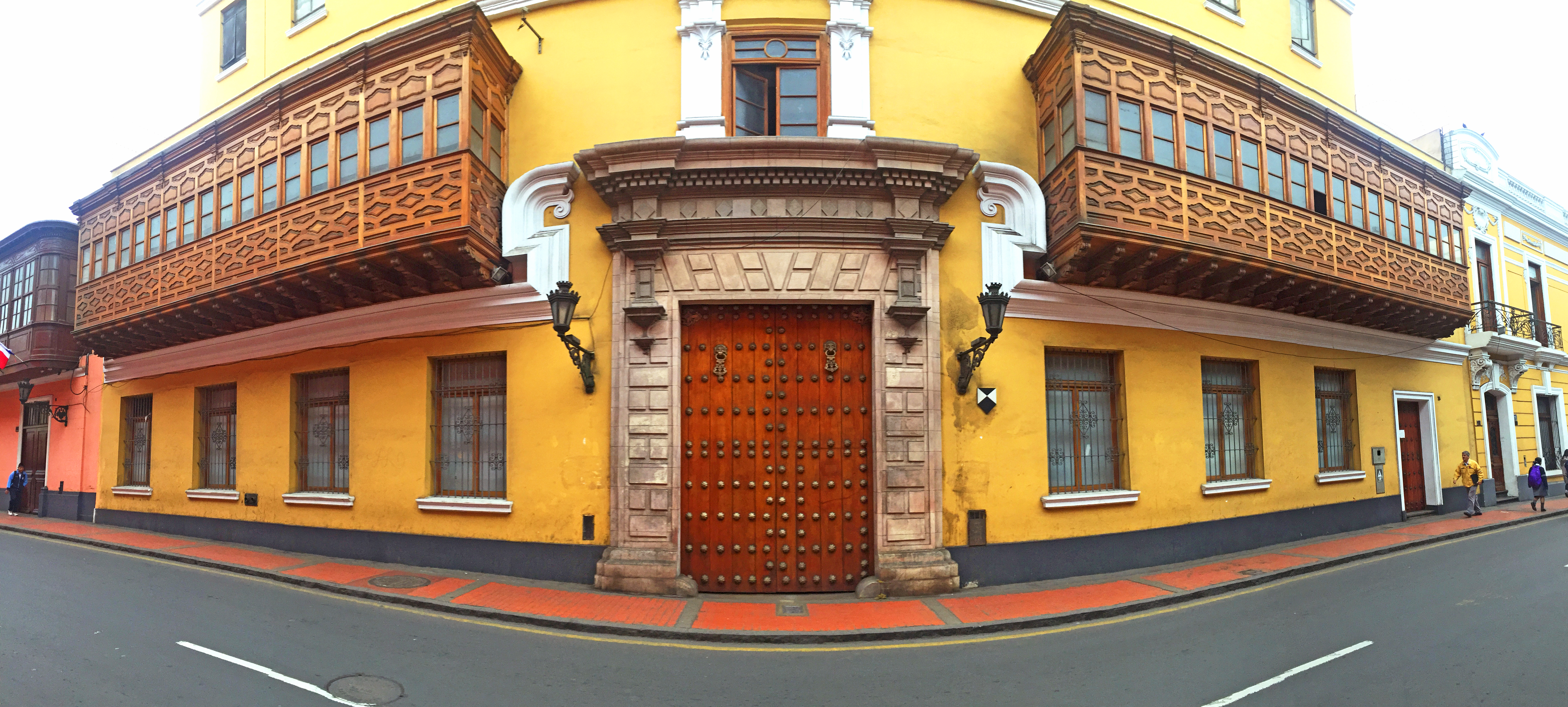
Casa de Nicolás de Ribera y Laredo
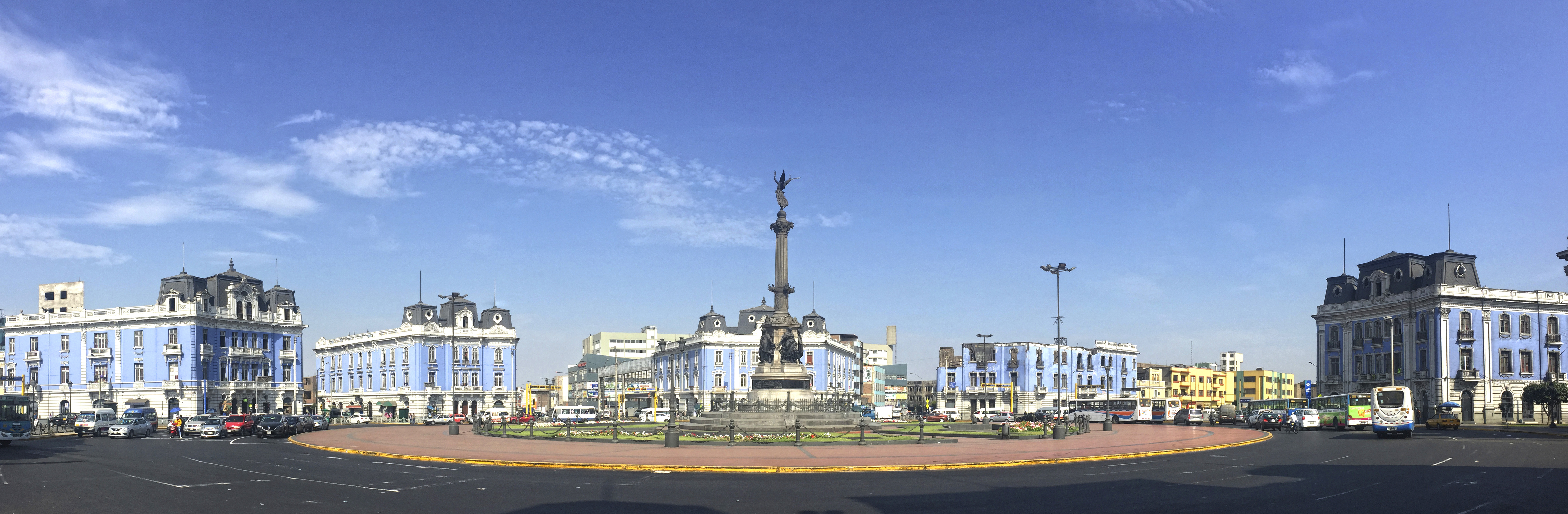
Plaza 2 de Mayo
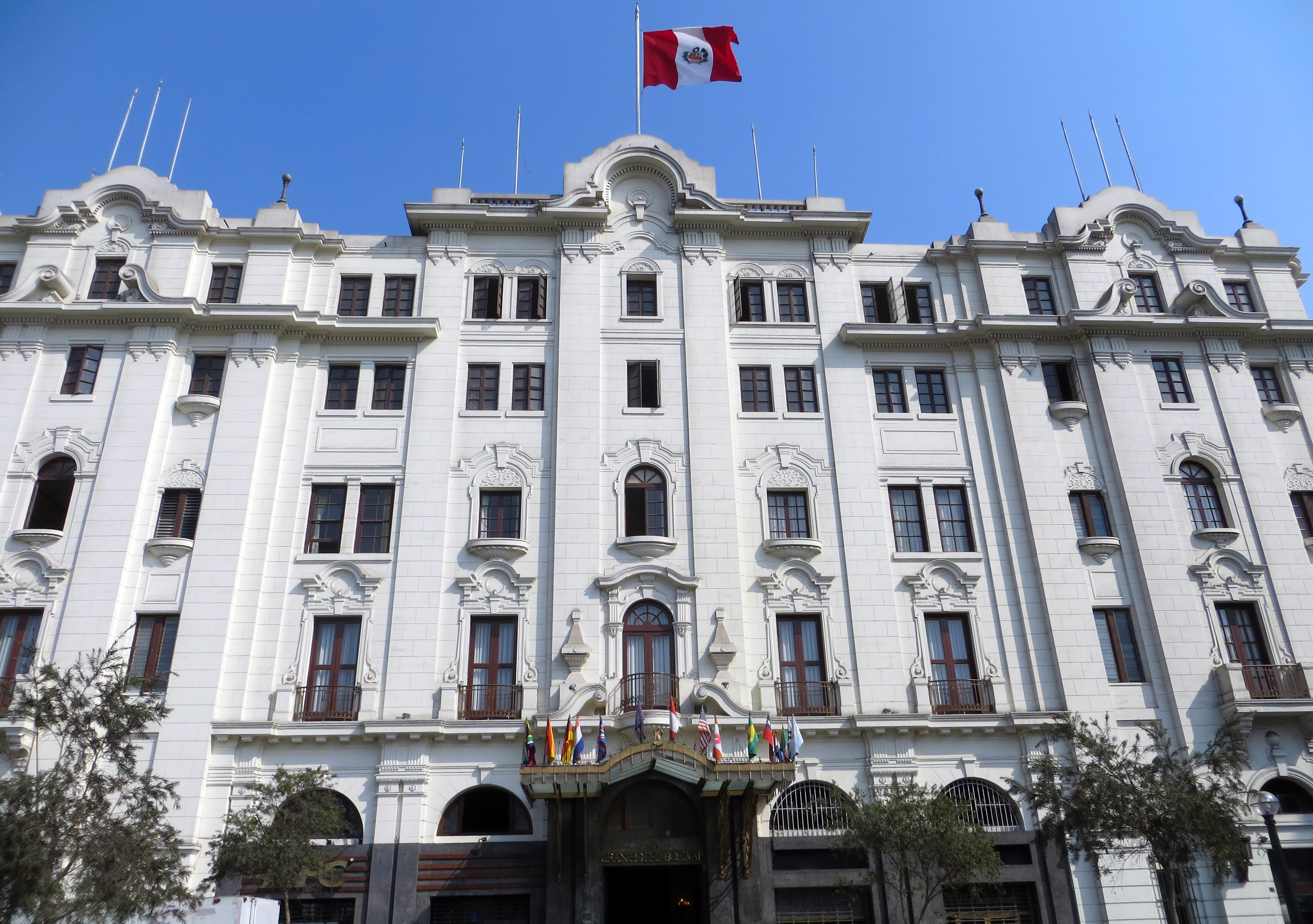
Gran Hotel Bolivar
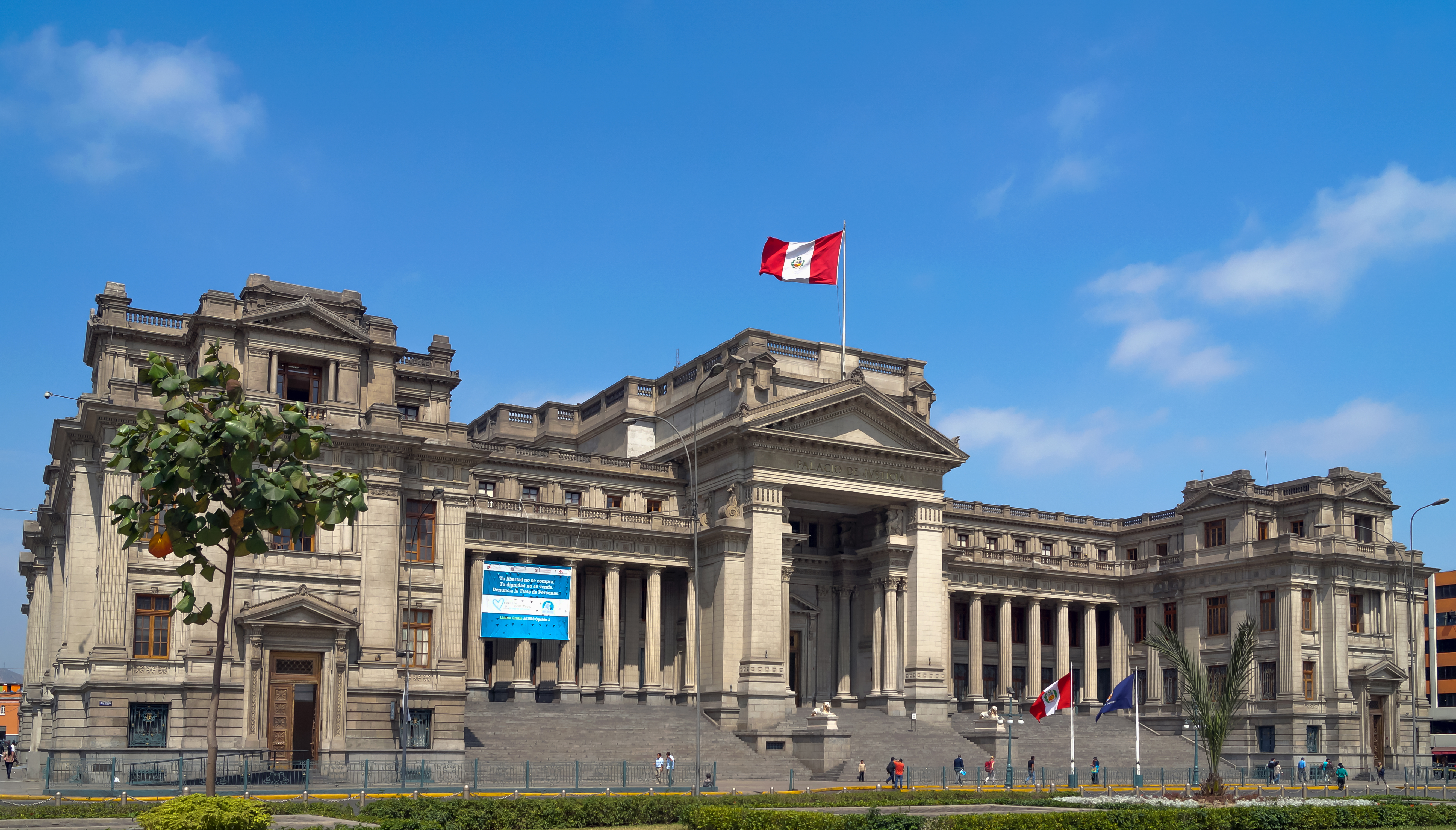
Palacio de Justicia
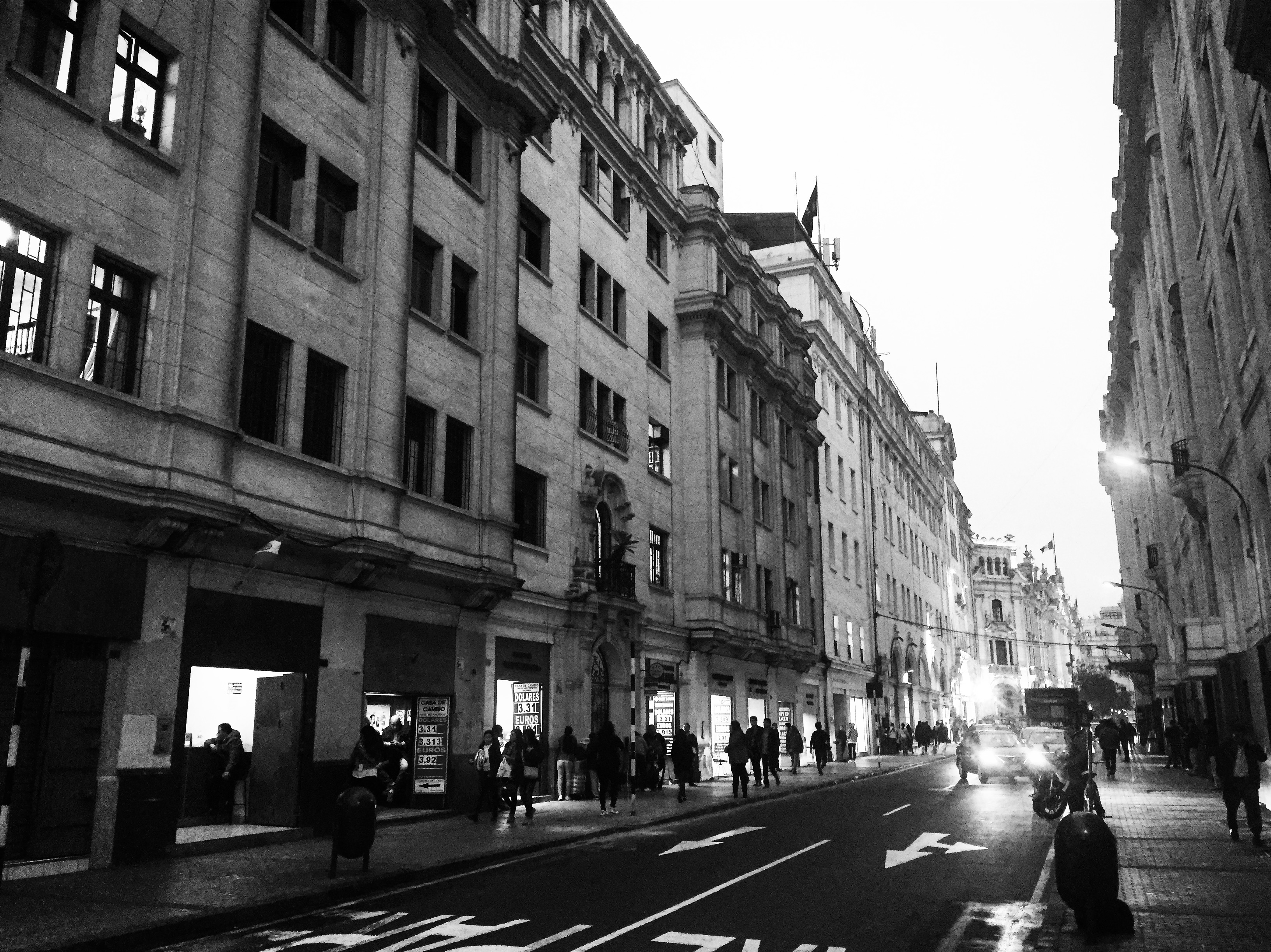
Jirón Ocoña
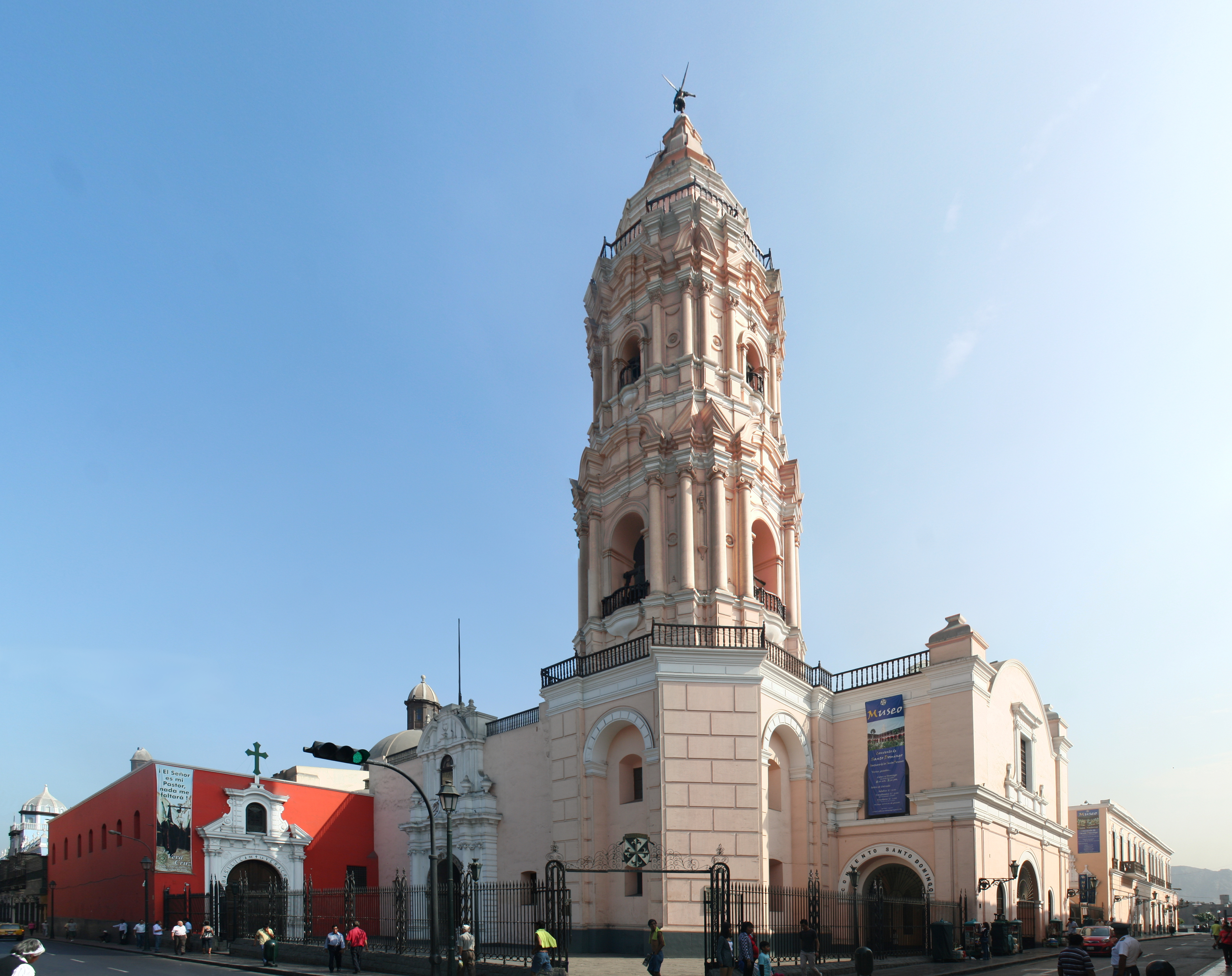
Iglesia de Santo Domingo
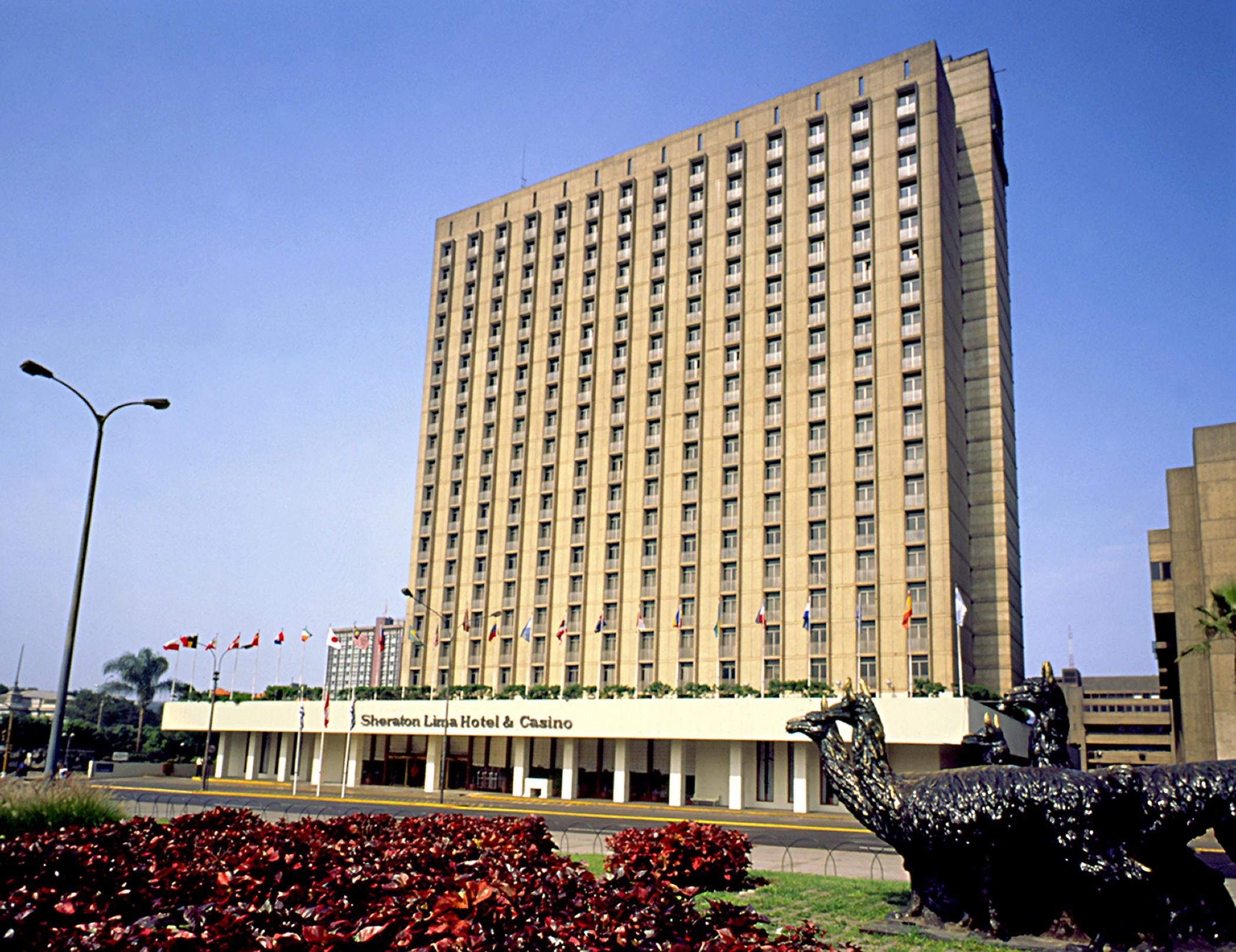
Hotel Sheraton
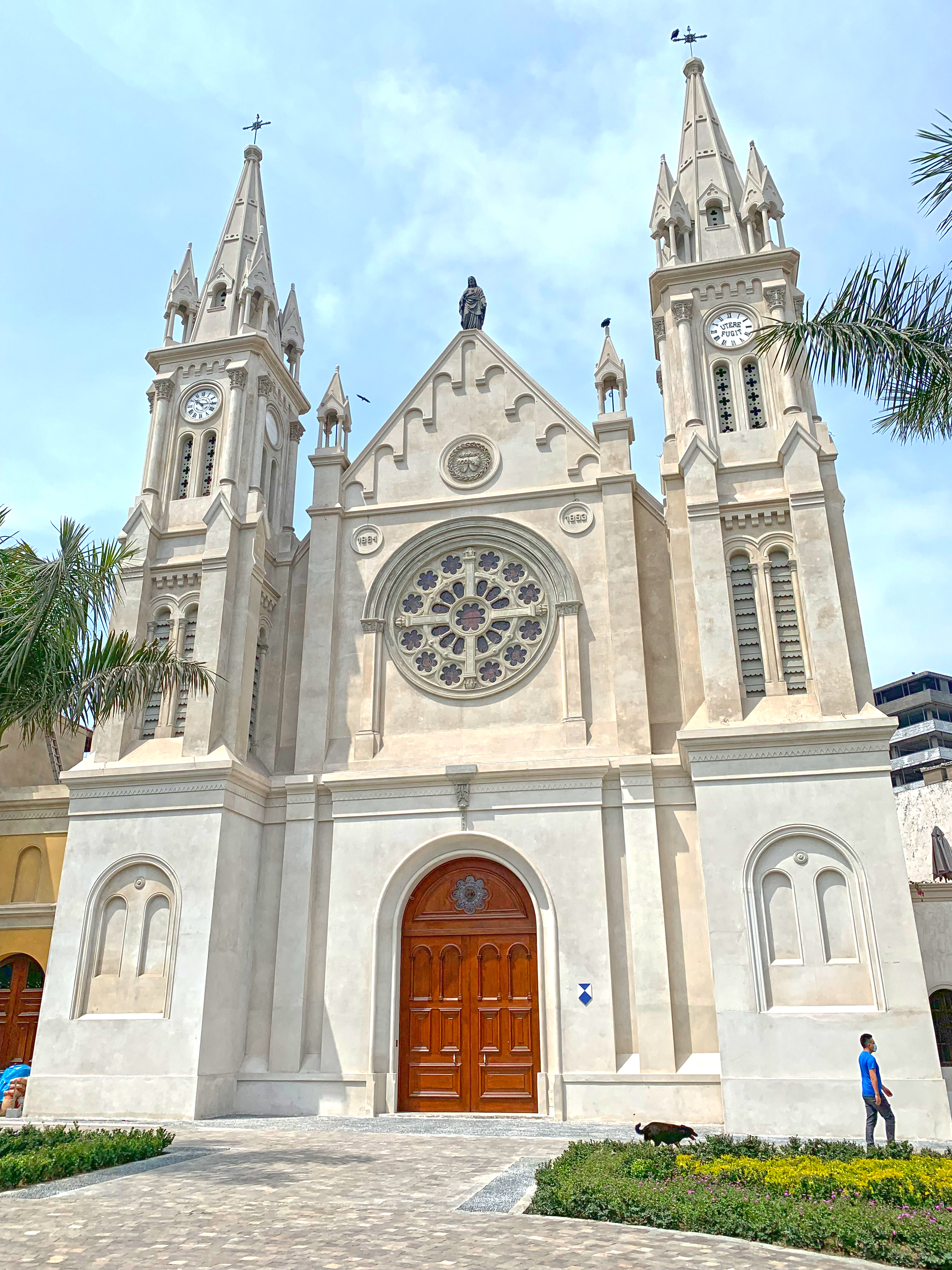
Iglesia La Recoleta
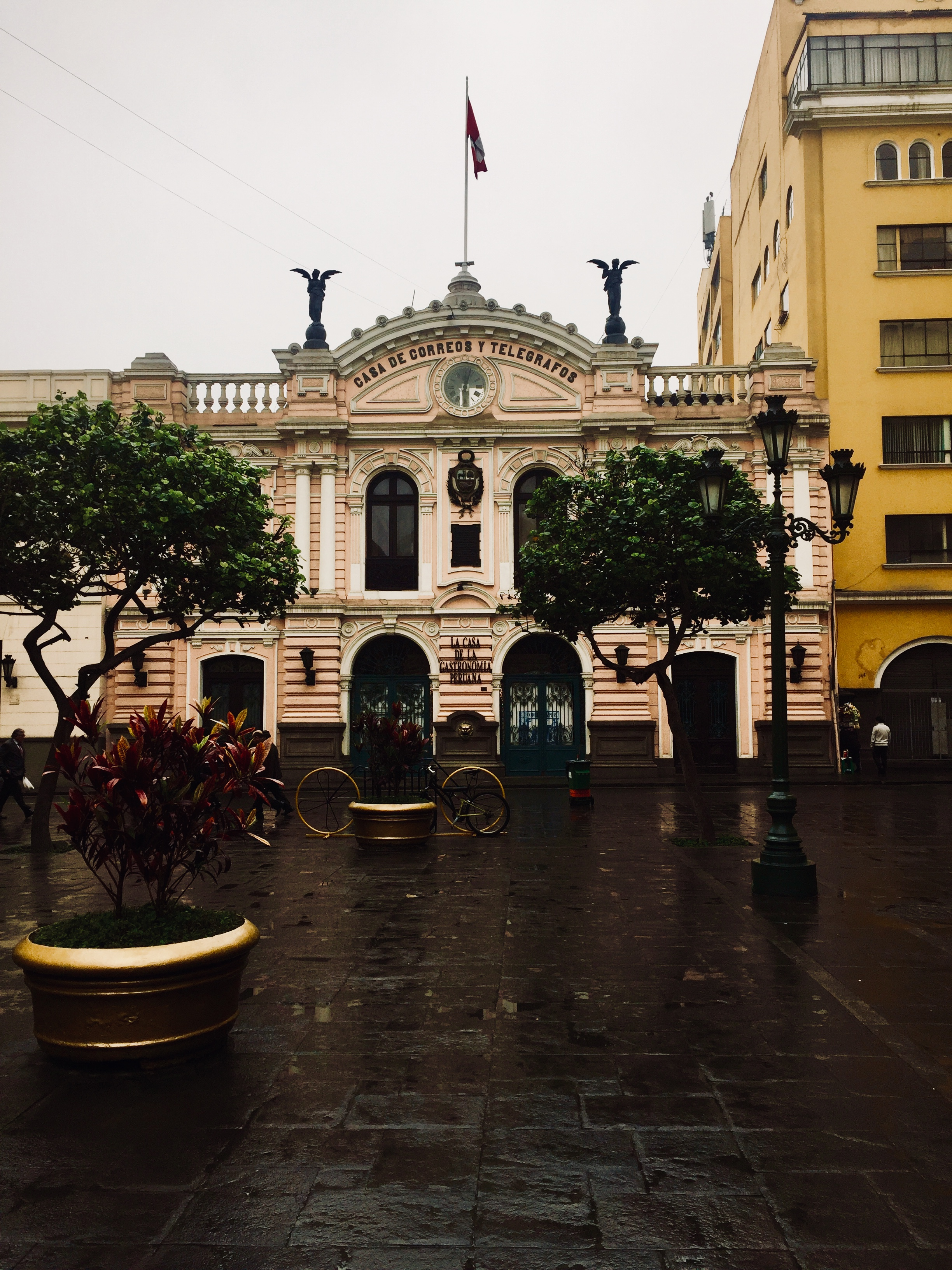
Casa de Correos y Telégrafos de Lima
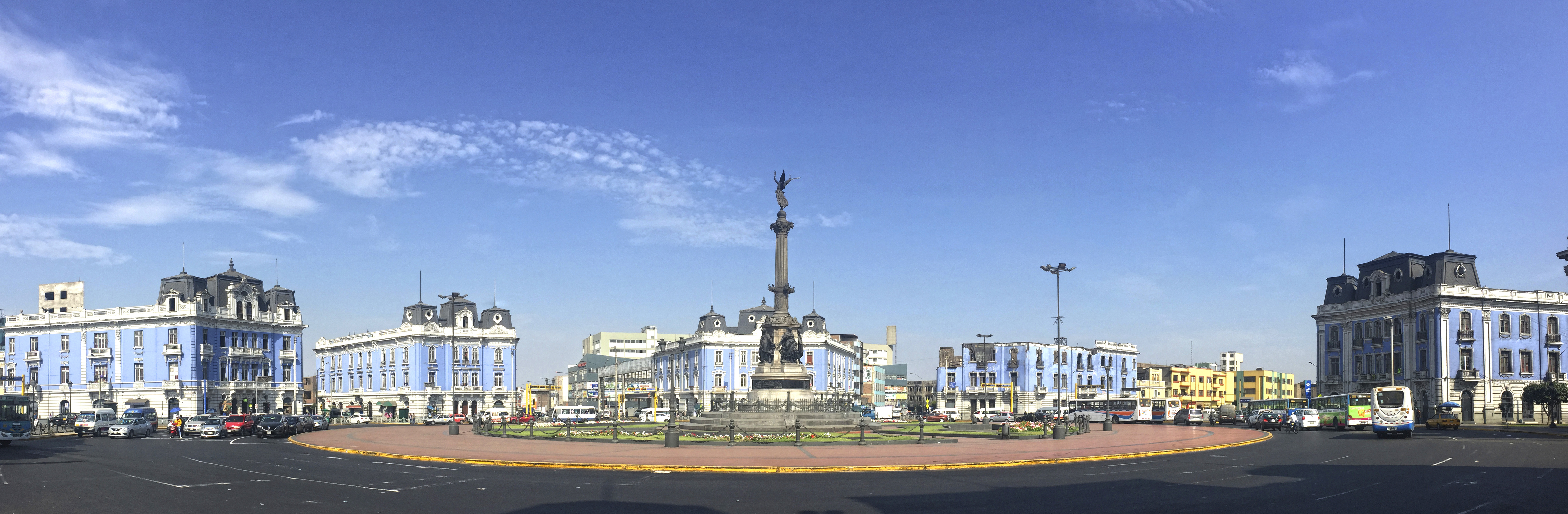
Plaza Dos de Mayo
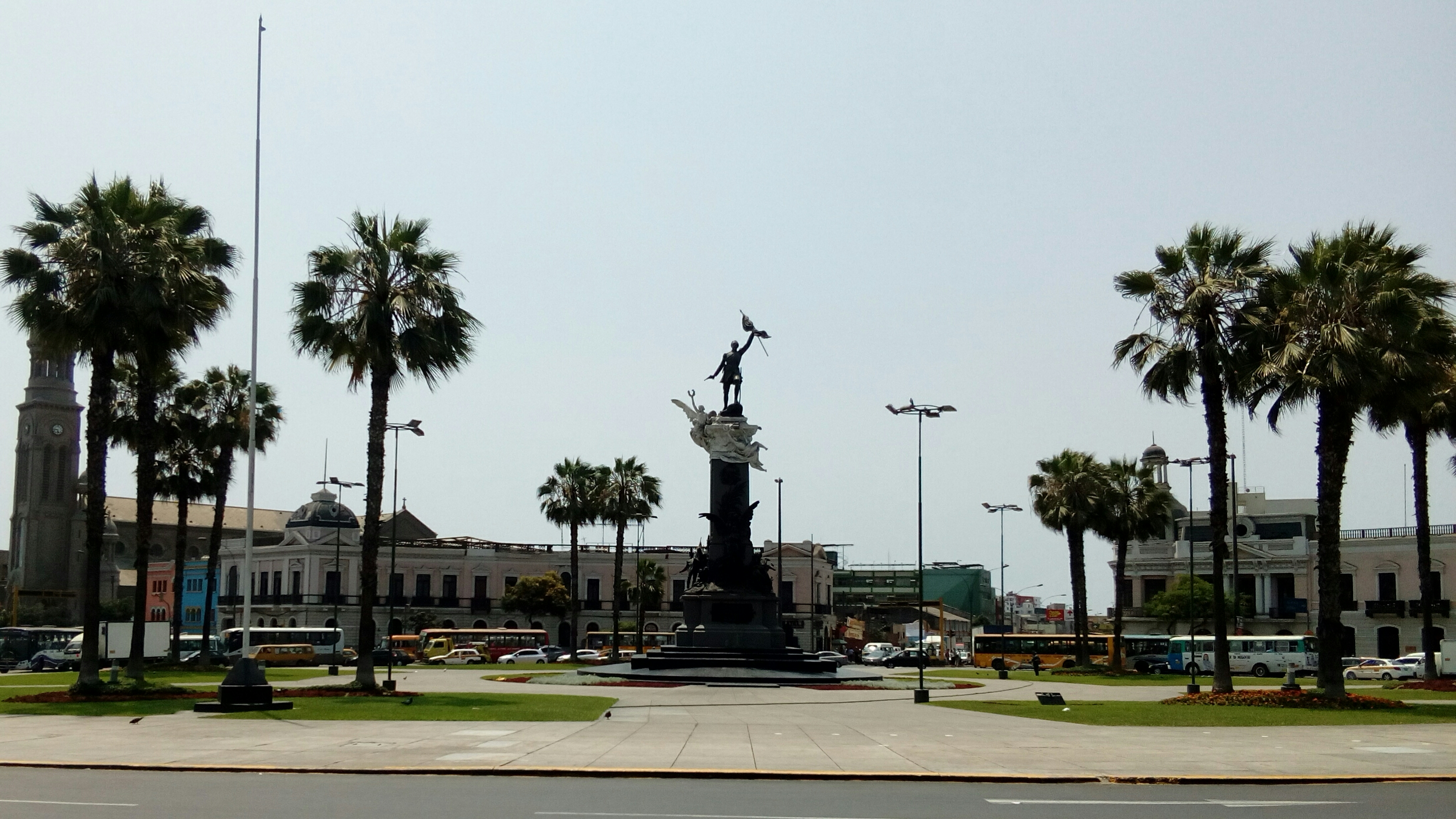
Plaza Bolognesi
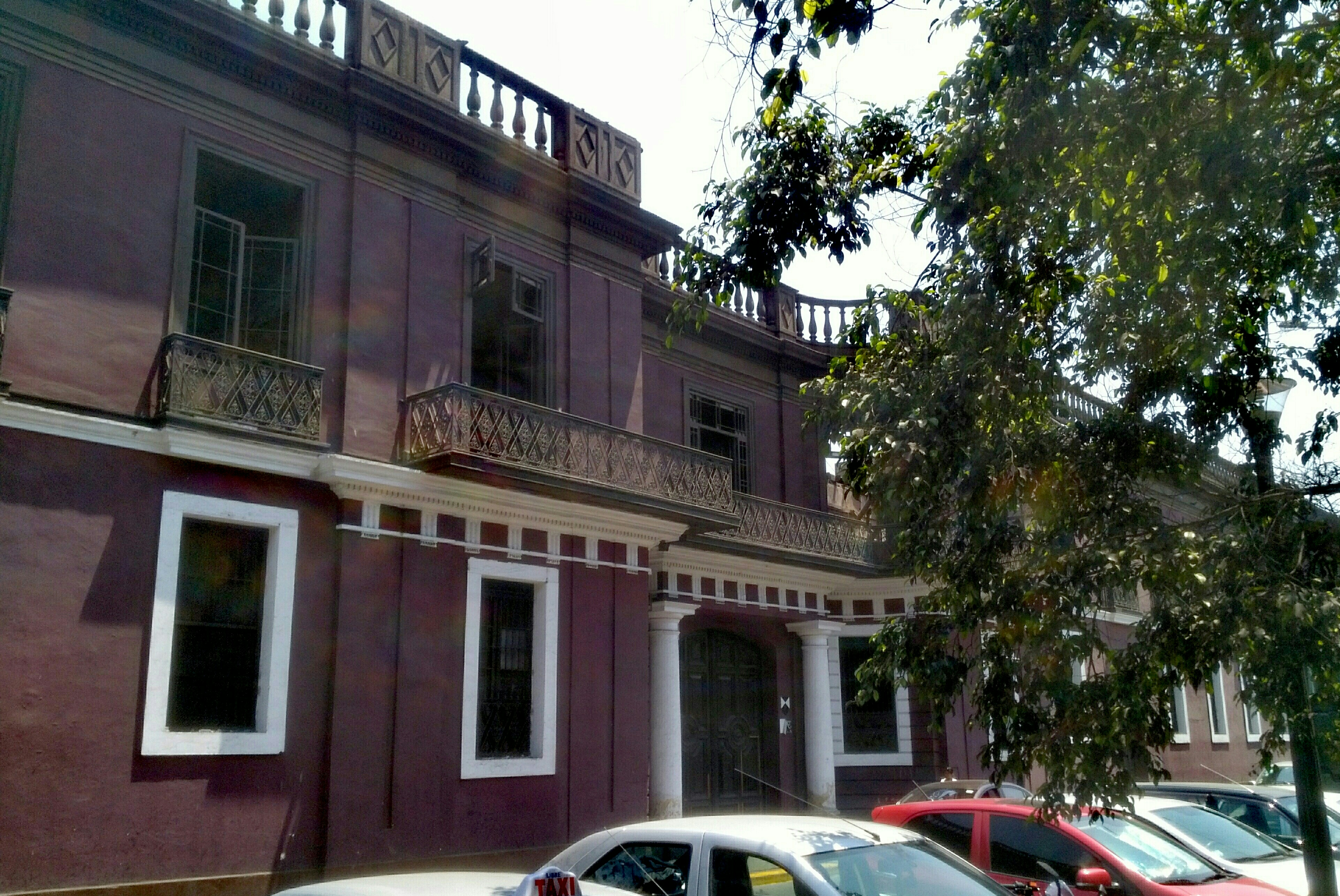
Colegio Real de la Universidad Nacional Mayor de San Marcos
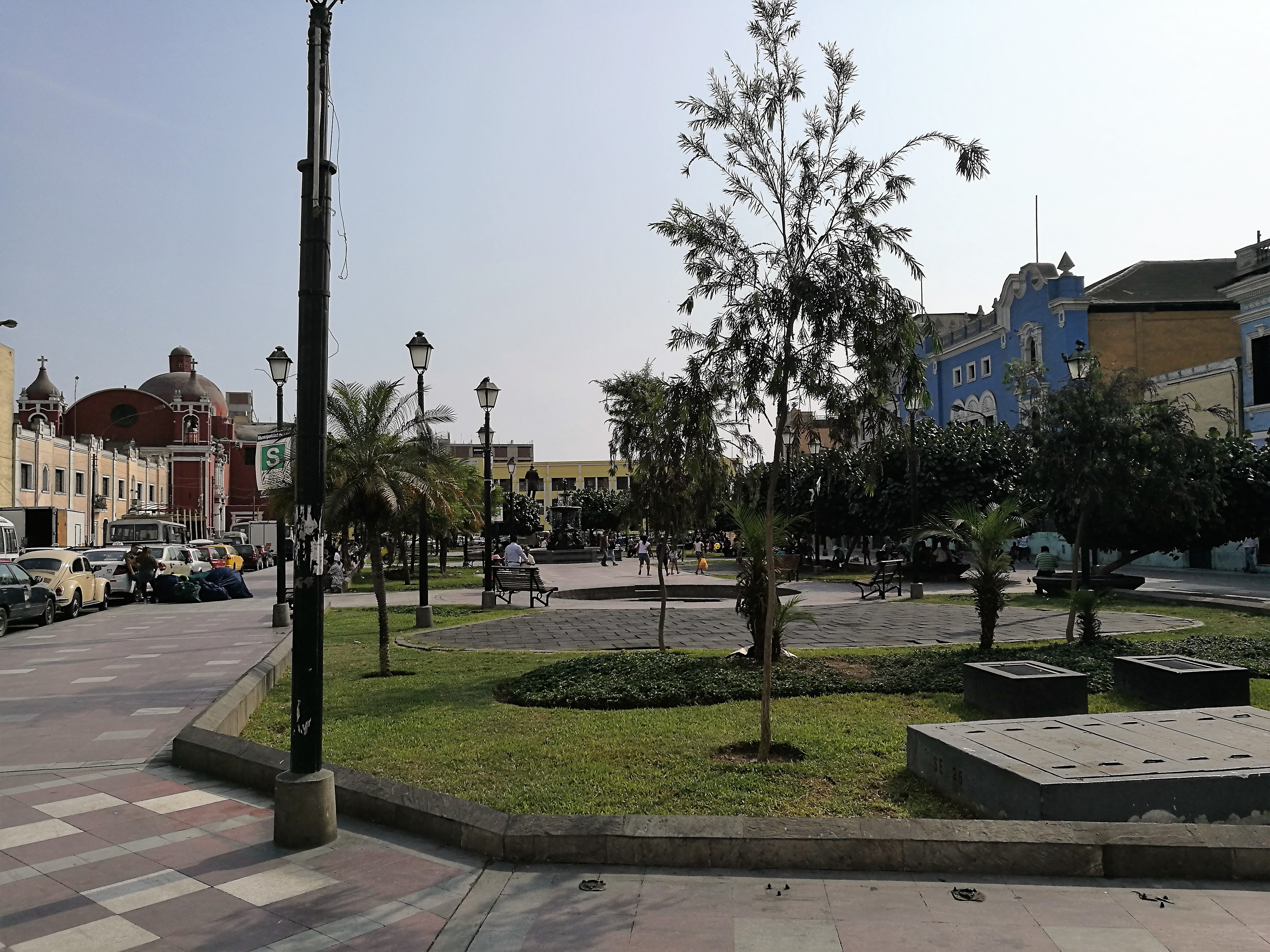
Plaza Italia
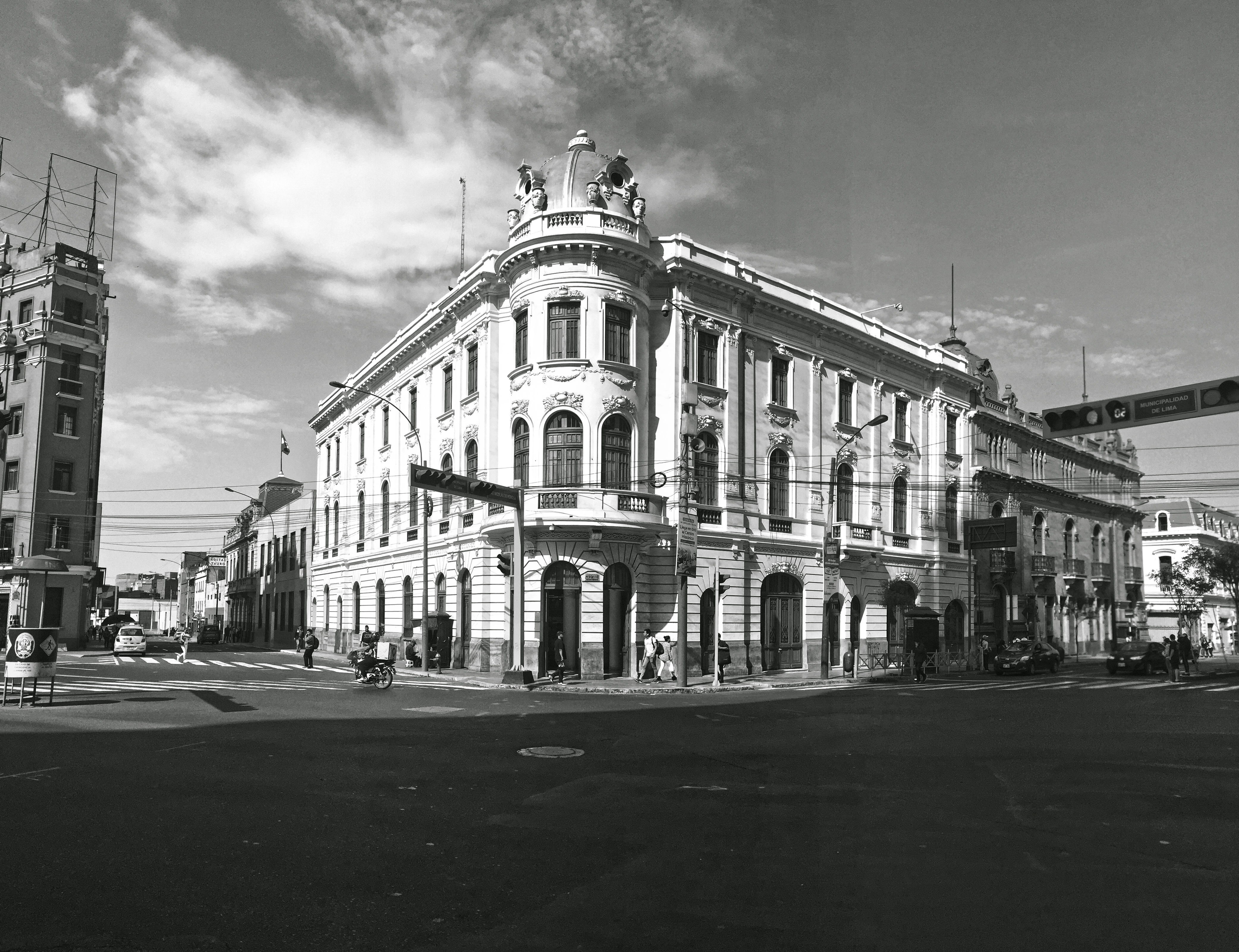
Edificio Popular y Porvenir
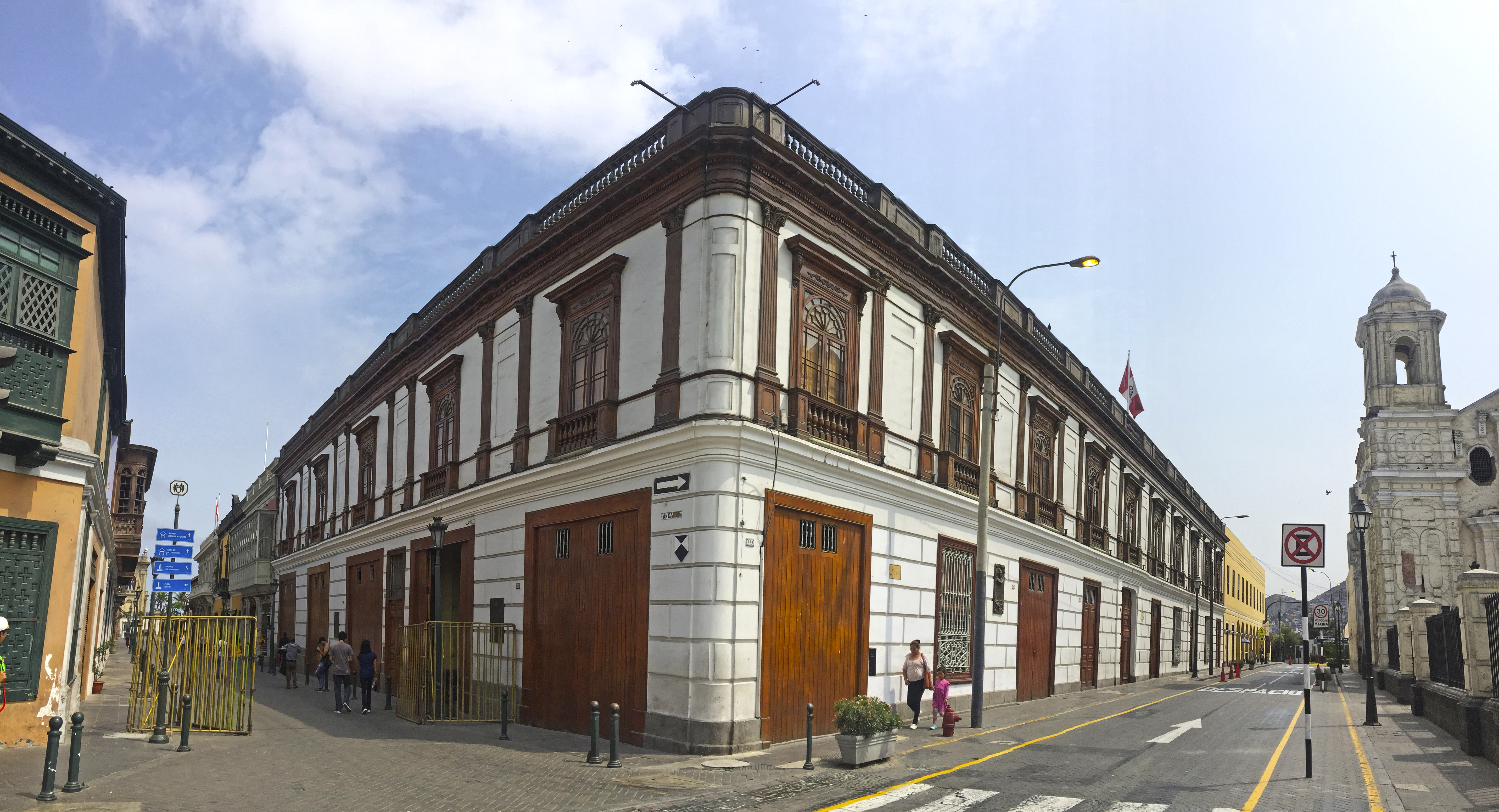
Casa de las 13 puertas